# Rivages/Noir

Logo de la collection.

Rivages/Noir est une collection de romans noirs et de romans policiers au format poche créée par François Guérif en 1986 au sein de la maison d’édition Rivages. 
En 1988, une collection jumelle Rivages/Mystère est créée pour accueillir des romans policiers de détection, des thrillers anglais et des textes historiques du genre, avant de disparaître en 2003. 
En 2020, la collection policière grand format de l'éditeur, Rivages/Thriller, prend le nom de Rivages/Noir, mais seules les parutions en format poche continuent de recevoir un numéro.

## Présentation
Les éditions Rivages sont fondées par Édouard de Andréis en 1984 avec Jacqueline et Jean-Louis Guiramand. En 1985, il entre en contact avec François Guérif, et lui permet de créer la collection Rivages/Noir. À l'heure actuelle, la collection se poursuit dans le cadre de la société Payot & Rivages, constituée en 1992.
Elle devient rapidement une des principales collections françaises de romans policiers. Elle prend son essor avec la parution du no 27, Lune sanglante de James Ellroy. Le livre est salué par la critique et mis en avant par Jean-Patrick Manchette. La collection fait également connaître en France l'écrivain britannique Robin Cook.
Elle se démarque de sa grande rivale de l’époque par un travail tout particulier sur les couvertures qui contrastent avec les couvertures sombres de la Série noire ou de Fleuve noir. Les maquettes sont créées par Jacqueline Guiramand.
Une autre spécificité est de suivre un auteur tout au long de sa carrière, donc de tendre vers une publication de la totalité de son œuvre : c'est le cas de Jim Thompson, qui avait été délaissé par la Série noire, mais aussi de James Ellroy, David Goodis, John Harvey et Tony Hillerman. Enfin, elle se distingue aussi par son souci de traduire intégralement les textes originaux, se permettant de reprendre depuis quelques années d'anciens titres dont la Série noire avait donné des traductions tronquées. Ainsi en est-il de plusieurs romans de Donald E. Westlake - L'Assassin de papa qui compte maintenant plusieurs pages supplémentaires a repris son titre original 361 et Les Cordons de poêle (The Busy Body) celui de La Mouche du coche -, mais aussi de Jim Thompson - Le Démon dans ma peau (The Killer Inside Me) maintenant titré L'assassin qui est en moi ou Le Lien conjugal (The Getaway) devenu L'Échappée - et de Joseph Hansen : Un blond évaporé (Fadeout) rebaptisé Le Poids du monde ou Petit papa pourri qui reprend en français son titre original Gravedigger. Chaque auteur y a par ailleurs son traducteur attitré, dans un souci de continuité stylistique et de bonne compréhension de l'œuvre de l'écrivain.
On peut également signaler qu’elle fonctionne à l'occasion comme un cercle fermé où les membres se cooptent mutuellement. Par exemple, c’est Ellroy qui a fait venir Edward Bunker, et Janwillem van de Wetering qui a proposé Charles Willeford.
À ses débuts, la collection est surtout tournée vers les auteurs américains, mais la littérature latino-américaine est représentée avec Paco Ignacio Taibo II, la littérature italienne avec, notamment, Giorgio Scerbanenco et la littérature allemande avec Wolf Haas. Les auteurs français n’ont pas été oubliés par François Guérif : Claude Amoz, Pascal Dessaint, Jean-Hugues Oppel, Hugues Pagan, Pierre Siniac et Marc Villard s'inscrivent très régulièrement au catalogue.
À partir de 2008, les éditions Casterman éditent des adaptations en bande dessinée de certains titres de la collection, sous le label Rivages/Casterman/Noir.
Depuis le rachat par Actes Sud en 2013, François Guérif ne se sent plus aussi bien dans la maison qu'il a dirigé pendant trente ans. Si bien qu'en 2017, il quitte Rivages pour rejoindre Gallmeister.
C'est Jeanne Guyon et Valentin Baillehache qui prennent sa suite à la direction de la collection.
En 2020, la collection Rivages/Thriller, réservée alors à la publication de grands formats, prend le nom de Rivages/Noir. Seuls les publications au format poche, constitués principalement de rééditions de titres publiés initialement en grand format ou d'œuvres publiées dans de petites maisons d'éditions partenaires, continuent de recevoir un numéro.

## Ouvrages publiés par Rivages/Noir
| No   | Auteur                                       | Titre                                                                                       | Titre original                                                                                         | Année de parution dans la collection |
| ---- | -------------------------------------------- | ------------------------------------------------------------------------------------------- | --- | ------------------------------------ |
| 1    | Jim Thompson                                 | Liberté sous condition                                                                      | Recoil                                                                                                 | 1986                                 |
| 2    | Charles Williams                             | La Fille des collines                                                                       | Hill Girl                                                                                              | 1986                                 |
| 3    | Jonathan Latimer                             | Gardénia rouge                                                                              | Red Gardenia                                                                                           | 1986                                 |
| 4    | Joseph Hansen                                | Par qui la mort arrive                                                                      | Trouble Maker                                                                                          | 1986                                 |
| 5    | Janwillem van de Wetering                    | Comme un rat mort                                                                           | The Rattle-Rat                                                                                         | 1986                                 |
| 6    | Tony Hillerman                               | Là où dansent les morts                                                                     | The Dance Hall of the Death                                                                            | 1986                                 |
| 7    | John P. Marquand                             | Merci Mr Moto                                                                               | Thank You, Mr. Moto                                                                                    | 1986                                 |
| 8    | John P. Marquand                             | Bien joué Mr Moto                                                                           | Think Fast, Mr. Moto                                                                                   | 1986                                 |
| 9    | David Goodis                                 | La Blonde au coin de la rue                                                                 | The Blonde on the Street Corner                                                                        | 1986                                 |
| 10   | Mildred Davis                                | Dark Place                                                                                  | Dark Place                                                                                             | 1986                                 |
| 11   | Joan Aiken                                   | Mort un dimanche de pluie                                                                   | Death on a Rainy Sunday                                                                                | 1986                                 |
| 12   | Jim Thompson                                 | Nid de crotales                                                                             | The Transgressors                                                                                      | 1986                                 |
| 13   | Harry Whittington                            | Des feux qui détruisent                                                                     | Fires That Destroy                                                                                     | 1986                                 |
| 14   | Stanley Ellin                                | La Corrida des pendus                                                                       | The Panama Portrait                                                                                    | 1986                                 |
| 15   | William Irish                                | Manhattan Love Song                                                                         | Manhattan Love Song                                                                                    | 1986                                 |
| 16   | Tony Hillerman                               | Le Vent sombre                                                                              | The Dark Wind                                                                                          | 1986                                 |
| 17   | Hugues Pagan                                 | Les Eaux mortes                                                                             | – | 1986                                 |
| 18   | John P. Marquand                             | Mr Moto est désolé                                                                          | Mr. Moto is so Sorry                                                                                   | 1987                                 |
| 19   | Donald E. Westlake                           | Drôles de frères                                                                            | Brother's Keepers                                                                                      | 1987                                 |
| 20   | Jonathan Latimer                             | Noir comme un souvenir                                                                      | Dark Memory                                                                                            | 1987                                 |
| 21   | John D. MacDonald                            | Réponse mortelle                                                                            | The Good Old Stuff 1                                                                                   | 1987                                 |
| 22   | Jim Thompson                                 | Sang mêlé                                                                                   | King Blood                                                                                             | 1987                                 |
| 23   | William McIlvanney                           | Les Papiers de Tony Veitch                                                                  | The Papers de Tony Veitch                                                                              | 1987                                 |
| 24   | William McIlvanney                           | Laidlaw                                                                                     | Laidlaw                                                                                                | 1987                                 |
| 25   | Diana Ramsay                                 | Approche des ténèbres                                                                       | The Dark Descends                                                                                      | 1987                                 |
| 26   | Donald E. Westlake                           | Levine                                                                                      | Levine                                                                                                 | 1987                                 |
| 27   | James Ellroy                                 | Lune sanglante                                                                              | Blood on the Moon                                                                                      | 1987                                 |
| 28   | Harry Whittington                            | Le diable a des ailes                                                                       | The Devil Wears Wings                                                                                  | 1987                                 |
| 29   | John D. MacDonald                            | Un temps pour mourir                                                                        | The Good Old Stuff 2                                                                                   | 1987                                 |
| 30   | Janwillem van de Wetering                    | Sale Temps                                                                                  | Hard Rain                                                                                              | 1987                                 |
| 31   | James Ellroy                                 | À cause de la nuit                                                                          | Because of the Night                                                                                   | 1987                                 |
| 32   | Jim Thompson                                 | Nuit de fureur                                                                              | Savage Night                                                                                           | 1987                                 |
| 33   | Janwillem van de Wetering                    | L'Autre Fils de Dieu                                                                        | The Mind-Murders                                                                                       | 1987                                 |
| 34   | Janwillem van de Wetering                    | Le Babouin blond                                                                            | The Blond Baboon                                                                                       | 1987                                 |
| 35   | Tony Hillerman                               | La Voie du fantôme                                                                          | The Ghostway                                                                                           | 1987                                 |
| 36   | W. R. Burnett                                | Romelle                                                                                     | Romelle                                                                                                | 1987                                 |
| 37   | David Goodis                                 | Beauté bleue                                                                                | – | 1987                                 |
| 38   | Diana Ramsay                                 | Est-ce un meurtre ?                                                                         | You Can't Call it Murder                                                                               | 1987                                 |
| 39   | Jim Thompson                                 | À deux pas du ciel                                                                          | South of Heaven                                                                                        | 1987                                 |
| 40   | James Ellroy                                 | La Colline aux suicidés                                                                     | Suicide Hill                                                                                           | 1988                                 |
| 41   | Richard Stark                                | La Demoiselle                                                                               | The Damsel                                                                                             | 1988                                 |
| 42   | Janwillem van de Wetering                    | Inspecteur Saito                                                                            | Inspector Saito's Small Satori                                                                         | 1988                                 |
| 43   | Janwillem van de Wetering                    | Le Massacre du Maine                                                                        | The Maine Massacre                                                                                     | 1988                                 |
| 44   | Joseph Hansen                                | Le petit chien riait                                                                        | The Little Dog Laughed                                                                                 | 1988                                 |
| 45   | John D. MacDonald                            | Un cadavre dans ses rêves                                                                   | More Good Old Stuff 1                                                                                  | 1988                                 |
| 46   | Peter Corris                                 | La Plage vide                                                                               | The Empty Beach                                                                                        | 1988                                 |
| 47   | Jim Thompson                                 | Rage noire                                                                                  | Child of Rage                                                                                          | 1988                                 |
| 48   | Bill Pronzini                                | Hidden Valley                                                                               | Snowbound                                                                                              | 1988                                 |
| 49   | Joseph Hansen                                | Un pied dans la tombe                                                                       | Early Graves                                                                                           | 1988                                 |
| 50   | William Irish                                | Valse dans les ténèbres                                                                     | – | 1988                                 |
| 51   | John D. MacDonald                            | Le Combat pour l'île                                                                        | Barrier Island                                                                                         | 1988                                 |
| 52   | Jim Thompson                                 | La mort viendra, petite                                                                     | After Dark, My Sweet                                                                                   | 1988                                 |
| 53   | Janwillem van de Wetering                    | Un vautour dans la ville                                                                    | The Streetbird                                                                                         | 1988                                 |
| 54   | James Ellroy                                 | Brown's Requiem                                                                             | Brown's Requiem                                                                                        | 1988                                 |
| 55   | Jim Thompson                                 | Les Alcooliques                                                                             | The Alcoholics                                                                                         | 1988                                 |
| 56   | W. R. Burnett                                | King Cole                                                                                   | King Cole                                                                                              | 1988                                 |
| 57   | Peter Corris                                 | Des morts dans l'âme                                                                        | The Dying Trade                                                                                        | 1988                                 |
| 58   | Jim Thompson                                 | Les Arnaqueurs                                                                              | The Grifters                                                                                           | 1988                                 |
| 59   | Janwillem van de Wetering                    | Mort d'un colporteur                                                                        | Death of a Hawker                                                                                      | 1988                                 |
| 60   | W. R. Burnett                                | Fin de parcours                                                                             | Nobody Lives Forever                                                                                   | 1988                                 |
| 61   | Tony Hillerman                               | Femme qui écoute                                                                            | Listening Woman                                                                                        | 1988                                 |
| 62   | Kinky Friedman                               | Meurtre à Greenwich Village                                                                 | Greenwich Killing Time                                                                                 | 1988                                 |
| 63   | Jim Thompson                                 | Vaurien                                                                                     | Bad Boy et Roughneck                                                                                   | 1989                                 |
| 64   | Robin Cook                                   | Cauchemar dans la rue                                                                       | Nightmare in the Street                                                                                | 1989                                 |
| 65   | Peter Corris                                 | Chair blanche                                                                               | White Meat                                                                                             | 1989                                 |
| 66   | David Goodis                                 | Rue barbare                                                                                 | Street of the Lost                                                                                     | 1989                                 |
| 67   | David Goodis                                 | Retour à la vie                                                                             | Retreat from Oblivion                                                                                  | 1989                                 |
| 68   | Barry Gifford                                | Port Tropique                                                                               | Port Tropique                                                                                          | 1989                                 |
| 69   | Janwillem van de Wetering                    | Le Chat du sergent                                                                          | The Sergeant's Cat and Other Stories                                                                   | 1989                                 |
| 70   | Joseph Hansen                                | Obédience                                                                                   | Obedience                                                                                              | 1989                                 |
| 71   | Roger Simon                                  | Le Clown blanc                                                                              | The Straight Man                                                                                       | 1989                                 |
| 72   | Robert E. Alter                              | Attractions : Meurtres                                                                      | Carny Kill                                                                                             | 1989                                 |
| 73   | Charles Williams                             | Go Home, Stranger                                                                           | Go Home, Stranger                                                                                      | 1989                                 |
| 74   | John D. MacDonald                            | L'Héritage de la haine                                                                      | More Good Old Stuff 2                                                                                  | 1989                                 |
| 75   | David Goodis                                 | Obsession                                                                                   | Of Tender Sin                                                                                          | 1989                                 |
| 76   | Joseph Hansen                                | Le Noyé d'Arena Blanca                                                                      | Death Claims                                                                                           | 1989                                 |
| 77   | Jim Thompson                                 | Une combine en or                                                                           | The Golden Gizmo                                                                                       | 1989                                 |
| 78   | Bill Pronzini Barry N. Malzberg              | La nuit hurle                                                                               | Nightscreams                                                                                           | 1989                                 |
| 79   | Joseph Hansen                                | Pente douce                                                                                 | Steps Going Down                                                                                       | 1989                                 |
| 80   | Peter Corris                                 | Le Garçon merveilleux                                                                       | The Marvelous Boy                                                                                      | 1989                                 |
| 81   | Janwillem van de Wetering                    | Cash-cash millions                                                                          | Sesaw Millions                                                                                         | 1990                                 |
| 82   | Charles Williams                             | Et la mer profonde et bleue                                                                 | And the Deep Blue Sea                                                                                  | 1990                                 |
| 83   | Jim Thompson                                 | Le Texas par la queue                                                                       | Texas by the Tail                                                                                      | 1990                                 |
| 84   | Jim Nisbet                                   | Les damnés ne meurent jamais                                                                | The Damned Don't Die                                                                                   | 1990                                 |
| 85   | Howard Fast                                  | Sylvia                                                                                      | Sylvia                                                                                                 | 1990                                 |
| 86   | Charles Willeford                            | Une fille facile                                                                            | Pick-Up                                                                                                | 1990                                 |
| 87   | John P. Marquand                             | Rira bien Mr Moto                                                                           | Last Laugh, Mr. Moto                                                                                   | 1990                                 |
| 88   | Chester Himes                                | Qu'on lui jette la première pierre                                                          | Cast the First Stone                                                                                   | 1990                                 |
| 89   | Dolorès Hitchens                             | La Victime expiatoire                                                                       | Sleep with Slander                                                                                     | 1990                                 |
| 90   | William McIlvanney                           | Big Man                                                                                     | The Big Man                                                                                            | 1990                                 |
| 91   | Masako Togawa                                | Le Baiser de feu                                                                            | A Kiss of Fire                                                                                         | 1990                                 |
| 92   | James Crumley                                | Putes                                                                                       | Whores                                                                                                 | 1990                                 |
| 93   | Geoffrey Homes                               | Pendez-moi haut et court                                                                    | Build my Gallows High                                                                                  | 1990                                 |
| 94   | Geoffrey Homes                               | La rue de la femme qui pleure                                                               | The Street of the Crying Woman                                                                         | 1990                                 |
| 95   | George Chesbro                               | Une affaire de sorciers                                                                     | An Affair of Sorcerers                                                                                 | 1990                                 |
| 96   | Tony Hillerman                               | Porteurs-de-peau                                                                            | Skinwalkers                                                                                            | 1990                                 |
| 97   | James Ellroy                                 | Clandestin                                                                                  | Clandestine                                                                                            | 1990                                 |
| 98   | Tony Hillerman                               | La Voie de l'ennemi                                                                         | The Blessing Way                                                                                       | 1990                                 |
| 99   | Charles Willeford                            | Hérésie                                                                                     | The Burnt Orange Heresy                                                                                | 1990                                 |
| 100  | James Ellroy                                 | Le Dahlia noir                                                                              | Black Dahlia                                                                                           | 1990                                 |
| 101  | Janwillem van de Wetering                    | Le Chasseur de papillons                                                                    | The Butterfly Hunter                                                                                   | 1990                                 |
| 102  | Peter Corris                                 | Héroïne Annie                                                                               | Heroin Annie and Other Cliff Hardy Stories, vol 1                                                      | 1990                                 |
| 103  | Jim Nisbet                                   | Injection mortelle                                                                          | Lethal Injection                                                                                       | 1991                                 |
| 104  | Joseph Hansen                                | Le Garçon enterré ce matin                                                                  | The Boy Who Was Buried This Morning                                                                    | 1991                                 |
| 105  | Helen McCloy                                 | La Somnambule                                                                               | The Sleepwalker                                                                                        | 1991                                 |
| 106  | Howard Fast                                  | L'Ange déchu                                                                                | Fallen Angel                                                                                           | 1991                                 |
| 107  | Barry Gifford                                | Sailor et Lula                                                                              | Wild at Heart : The Story of Sailor & Lula                                                             | 1991                                 |
| 108  | Kinky Friedman                               | Quand le chat n'est pas là                                                                  | When the Cat's Away                                                                                    | 1991                                 |
| 109  | James Ellroy                                 | Un tueur sur la route                                                                       | Killer on the Road                                                                                     | 1991                                 |
| 110  | Tony Hillerman                               | Le Voleur de temps                                                                          | A Thief of Time                                                                                        | 1991                                 |
| 111  | Peter Corris                                 | Escorte pour une mort douce                                                                 | Heroin Annie and Other Cliff Hardy Stories, vol 2                                                      | 1991                                 |
| 112  | James Ellroy                                 | Le Grand Nulle part                                                                         | The Big Nowhere                                                                                        | 1991                                 |
| 113  | Tony Hillerman                               | La Mouche sur le mur                                                                        | The Fly on the Wall                                                                                    | 1991                                 |
| 114  | George V. Higgins                            | Les Copains d'Eddie Coyle                                                                   | The Friends of Eddie Coyle                                                                             | 1991                                 |
| 115  | Charles Willeford                            | Miami Blues                                                                                 | Miami Blues                                                                                            | 1991                                 |
| 116  | Robin Cook                                   | J'étais Dora Suarez                                                                         | I Was Dora Suarez                                                                                      | 1991                                 |
| 117  | Daniel Woodrell                              | Sous la lumière cruelle                                                                     | Under the Bright Lights                                                                                | 1991                                 |
| 118  | William Kotzwinkle                           | Midnight Examiner                                                                           | The Midnight Examiner                                                                                  | 1991                                 |
| 119  | Ted Lewis                                    | Le Retour de Jack                                                                           | Jack's Return Home                                                                                     | 1991                                 |
| 120  | James Ellroy                                 | L.A. Confidential                                                                           | L.A. Confidential                                                                                      | 1991                                 |
| 121  | Daniel Woodrell                              | Battement d'ailes                                                                           | Muscle for the Wing                                                                                    | 1992                                 |
| 122  | Tony Hillerman                               | Dieu-qui-parle                                                                              | Talking God                                                                                            | 1992                                 |
| 123  | Charles Willeford                            | Une seconde chance pour les morts                                                           | New Hope for the Dead                                                                                  | 1992                                 |
| 124  | Paco Ignacio Taibo II                        | Ombre de l'ombre                                                                            | Sombra de la sombra                                                                                    | 1992                                 |
| 125  | Ross Thomas                                  | Les Faisans des îles                                                                        | Out On The Rim                                                                                         | 1992                                 |
| 126  | Armitage Trail                               | Scarface                                                                                    | Scarface                                                                                               | 1992                                 |
| 127  | Edward Bunker                                | Aucune bête aussi féroce                                                                    | No Beast So Fierce                                                                                     | 1992                                 |
| 128  | Peter Corris                                 | Le Fils perdu                                                                               | Make me Rich                                                                                           | 1992                                 |
| 129  | Andrew Coburn                                | Toutes peines confondues                                                                    | Sweetheart                                                                                             | 1992                                 |
| 130  | Marc Villard                                 | Démons ordinaires                                                                           | – | 1992                                 |
| 131  | Pieke Biermann                               | Potsdamer Platz                                                                             | Potsdamer Ableden                                                                                      | 1992                                 |
| 132  | James Lee Burke                              | Prisonniers du ciel                                                                         | Heaven's Prisoners                                                                                     | 1992                                 |
| 133  | Hugues Pagan                                 | La Mort dans une voiture solitaire                                                          | – | 1992                                 |
| 134  | Tony Hillerman                               | Coyote attend                                                                               | Coyote Waits                                                                                           | 1992                                 |
| 135  | Marc Behm                                    | La Reine de la nuit                                                                         | The Queen of the Night                                                                                 | 1992                                 |
| 136  | Les Standiford                               | Pandémonium                                                                                 | Spill                                                                                                  | 1992                                 |
| 137  | Jim Nisbet                                   | Le Démon dans ma tête                                                                       | Death Puppet                                                                                           | 1992                                 |
| 138  | Russell H. Greenan                           | Sombres Crapules                                                                            | A Can of Worms                                                                                         | 1992                                 |
| 139  | William McIlvanney                           | Étranges Loyautés                                                                           | Strange Loyalties                                                                                      | 1992                                 |
| 140  | Barry Gifford                                | Perdita Durango                                                                             | 59° & Raining : The Story of Perdita Durango                                                           | 1992                                 |
| 141  | James Ellroy                                 | White Jazz                                                                                  | White Jazz                                                                                             | 1992                                 |
| 142  | Paco Ignacio Taibo II                        | La Vie même                                                                                 | La vida misma                                                                                          | 1992                                 |
| 143  | Tonino Benacquista                           | Les Morsures de l'aube                                                                      | – | 1992                                 |
| 144  | John Harvey                                  | Cœurs solitaires                                                                            | Lonely Hearts                                                                                          | 1993                                 |
| 145  | Tony Hillerman                               | Le Grand Vol de la banque de Taos                                                           | The Great Taos Bank Robbery and Other Indian Country Affairs                                           | 1993                                 |
| 146  | Richard Lortz                                | Les Enfants de Dracula                                                                      | Dracula's Children                                                                                     | 1993                                 |
| 147  | George Chesbro                               | L'Ombre d'un homme brisé                                                                    | Shadow of a Broken Man                                                                                 | 1993                                 |
| 148  | Michael Collins                              | L’Égorgeur                                                                                  | The Slasher                                                                                            | 1993                                 |
| 149  | Bob Leuci                                    | Captain Butterfly                                                                           | Captain Butterfly                                                                                      | 1993                                 |
| 150  | Marc Villard                                 | La Vie d'artiste                                                                            | – | 1993                                 |
| 151  | Kinky Friedman                               | Meurtres au Lone Star Café                                                                  | A Case of Lone Star                                                                                    | 1993                                 |
| 152  | Ted Lewis                                    | Sévices                                                                                     | GBH (Grievous Bodily Harm)                                                                             | 1993                                 |
| 153  | Wessel Ebersohn                              | La Nuit divisée                                                                             | Divide the Night                                                                                       | 1993                                 |
| 154  | Thomas Disch John Sladek                     | Black Alice                                                                                 | Black Alice                                                                                            | 1993                                 |
| 155  | Joseph Hansen                                | Un pays de vieux                                                                            | A Country of Old Men                                                                                   | 1993                                 |
| 156  | Russell H. Greenan                           | La Vie secrète d'Algernon Pendleton                                                         | The Secret Life of Algernon Pendleton                                                                  | 1993                                 |
| 157  | Timothy Williams                             | Le Montreur d'ombres                                                                        | The Pupeteer                                                                                           | 1993                                 |
| 158  | Jim Thompson                                 | Écrits perdus 1929-1967                                                                     | Fireworks: The Lost Writings of Jim Thompson                                                           | 1993                                 |
| 159  | James Lee Burke                              | Black Cherry Blues                                                                          | Black Cherry Blues                                                                                     | 1993                                 |
| 160  | Pieke Biermann                               | Violetta                                                                                    | Violetta                                                                                               | 1993                                 |
| 161  | Jim Nisbet                                   | Le Chien d'Ulysse                                                                           | Ulysse's Dog                                                                                           | 1993                                 |
| 162  | Michel Quint                                 | Billard à l'étage                                                                           | – | 1993                                 |
| 163  | Marc Behm                                    | Trouille                                                                                    | Afraid to Death                                                                                        | 1993                                 |
| 164  | George Chesbro                               | Bone                                                                                        | Bone                                                                                                   | 1993                                 |
| 165  | Michel Lebrun                                | Autoroute                                                                                   | – | 1993                                 |
| 166  | Robin Cook                                   | Vices privés, vertus publiques                                                              | Public Parts and Private Places                                                                        | 1993                                 |
| 167  | Jim Thompson                                 | Le Criminel                                                                                 | The Criminal                                                                                           | 1993                                 |
| 168  | Donald E. Westlake                           | Un jumeau singulier                                                                         | Two Much                                                                                               | 1993                                 |
| 169  | Tonino Benacquista                           | La Machine à broyer les petites filles                                                      | – | 1993                                 |
| 170  | Richard Stark                                | La Dame                                                                                     | The Dame                                                                                               | 1993                                 |
| 171  | Ross Thomas                                  | La Quatrième Durango                                                                        | The Fourth Durango                                                                                     | 1993                                 |
| 172  | Jean-Jacques Busino                          | Un café, une cigarette                                                                      | – | 1993                                 |
| 173  | Paco Ignacio Taibo II                        | Cosa fácil                                                                                  | Cosa fácil                                                                                             | 1994                                 |
| 174  | Edward Bunker                                | La Bête contre les murs                                                                     | Animal Factory                                                                                         | 1994                                 |
| 175  | Paul Buck                                    | Les Tueurs de la lune de miel                                                               | The Honeymoon Killers                                                                                  | 1994                                 |
| 176  | Peter Corris                                 | Le Camp des vainqueurs                                                                      | The Winning Side                                                                                       | 1994                                 |
| 177  | Jim Thompson                                 | Après nous le grabuge (Écrits perdus 1968-1977)                                             | Fireworks: The Lost Writings of Jim Thompson                                                           | 1994                                 |
| 178  | Marc Villard                                 | Dans les rayons de la mort                                                                  | – | 1994                                 |
| 179  | Hugues Pagan                                 | L'Étage des morts                                                                           | – | 1994                                 |
| 180  | James Grady                                  | Le Fleuve des ténèbres                                                                      | River of Darkness                                                                                      | 1994                                 |
| 181  | Vidar Svensson                               | Retour à L.A.                                                                               | Tillbaka til L.A.                                                                                      | 1994                                 |
| 182  | Richard Lortz                                | Deuil après deuil                                                                           | Bereavements                                                                                           | 1994                                 |
| 183  | Jean-Hugues Oppel                            | Brocéliande sur Marne                                                                       | – | 1994                                 |
| 184  | George Chesbro                               | La cité où les pierres murmurent                                                            | The City of Whispering Stones                                                                          | 1994                                 |
| 185  | Michael Blodgett                             | Captain Blood                                                                               | Captain Blood                                                                                          | 1994                                 |
| 186  | Tobie Nathan                                 | Saraka Bô                                                                                   | – | 1994                                 |
| 187  | Philippe Setbon                              | Fou de coudre                                                                               | – | 1994                                 |
| 188  | Marc Behm                                    | À côté de la plaque                                                                         | Off the Wall                                                                                           | 1994                                 |
| 189  | Dorothy B. Hughes                            | Et tournent les chevaux de bois                                                             | Ride the Pink House                                                                                    | 1994                                 |
| 190  | Samuel Fuller                                | L'Inexorable Enquête                                                                        | The Dark Page                                                                                          | 1994                                 |
| 191  | George V. Higgins                            | Le Contrat Mandeville                                                                       | The Mandeville Talent                                                                                  | 1994                                 |
| 192  | Charles Willeford                            | Dérapages                                                                                   | Sideswipe                                                                                              | 1994                                 |
| 193  | Wessel Ebersohn                              | Coin perdu pour mourir                                                                      | A Lonely Place to Die                                                                                  | 1994                                 |
| 194  | Daniel Woodrell                              | Les Ombres du passé                                                                         | The Ones You Do                                                                                        | 1994                                 |
| 195  | Jim Thompson                                 | Hallali                                                                                     | The Kill-Off                                                                                           | 1994                                 |
| 196  | Jim Thompson                                 | L'Homme de fer                                                                              | Ironside                                                                                               | 1994                                 |
| 197  | Kinky Friedman                               | Le Vieux Coup de la sauterelle                                                              | Frequent Flyer                                                                                         | 1994                                 |
| 198  | Paco Ignacio Taibo II                        | Quelques nuages                                                                             | Algunas Nubes                                                                                          | 1994                                 |
| 199  | Roger Simon                                  | Génération Armageddon                                                                       | Raising the Dead                                                                                       | 1994                                 |
| 200  | Robin Cook                                   | La Rue obscène                                                                              | The Tenants of Dirt Street                                                                             | 1994                                 |
| 201  | John Harvey                                  | Les Étrangers dans la maison                                                                | Rough Treatment                                                                                        | 1995                                 |
| 202  | Jean-Baptiste Baronian                       | Le Tueur fou                                                                                | – | 1995                                 |
| 203  | Timothy Williams                             | Persona non grata                                                                           | Persona Non Grata                                                                                      | 1995                                 |
| 204  | Jean-Hugues Oppel                            | Ambernave                                                                                   | – | 1995                                 |
| 205  | Russell H. Greenan                           | C'est arrivé à Boston                                                                       | It Happened in Boston?                                                                                 | 1995                                 |
| 206  | Richard Lortz                                | L'Amour mort ou vif                                                                         | Lovers Living, Lovers Dead                                                                             | 1995                                 |
| 207  | Abigail Padgett                              | L'Enfant du silence                                                                         | Child of Silence                                                                                       | 1995                                 |
| 208  | Pierre Siniac                                | Les Mal Lunés                                                                               | – | 1995                                 |
| 209  | Jack O'Connell                               | B.P. 9                                                                                      | Box Nine                                                                                               | 1995                                 |
| 210  | Barry Gifford                                | Jour de chance pour Sailor                                                                  | Sailor's Holiday                                                                                       | 1995                                 |
| 211  | Dorothy B. Hughes                            | Chute libre                                                                                 | The Fallen Sparrow                                                                                     | 1995                                 |
| 212  | James Ellroy                                 | Dick Contino's Blues                                                                        | Hollywood Nocturnes                                                                                    | 1995                                 |
| 213  | Charles Willeford                            | Ainsi va la mort                                                                            | The Way Week-end Die Now                                                                               | 1995                                 |
| 214  | Joseph Hansen                                | Le Livre de Bohannon                                                                        | Bohannon's Book                                                                                        | 1995                                 |
| 215  | Michel Quint                                 | La Belle Ombre                                                                              | – | 1995                                 |
| 216  | Hugues Pagan                                 | Boulevard des allongés                                                                      | – | 1995                                 |
| 217  | Richard Matheson                             | Échos                                                                                       | A Stir of Echoes                                                                                       | 1995                                 |
| 218  | Nishimura, Kyōtarō                           | Petits crimes japonais                                                                      | – | 1995                                 |
| 219  | Philippe Setbon                              | Desolata                                                                                    | – | 1995                                 |
| 220  | Elmore Leonard                               | ZigZag Movie                                                                                | Get Shorty                                                                                             | 1995                                 |
| 221  | Donald E. Westlake                           | Ordo                                                                                        | Ordo                                                                                                   | 1995                                 |
| 222  | Marc Menonville                              | Jeux de paumes                                                                              | – | 1995                                 |
| 223  | Pierre Siniac                                | Sous l'aile noire des rapaces                                                               | – | 1995                                 |
| 224  | Pascal Dessaint                              | La vie n'est pas une punition                                                               | – | 1995                                 |
| 225  | Edward Bunker                                | La Bête au ventre                                                                           | Little Boy Blue                                                                                        | 1995                                 |
| 226  | Ronald Munson                                | Courrier de fan                                                                             | Fan Mail                                                                                               | 1995                                 |
| 227  | Paco Ignacio Taibo II                        | À quatre mains                                                                              | Cuatro Manos                                                                                           | 1995                                 |
| 228  | John Harvey                                  | Scalpel                                                                                     | Cutting Edge                                                                                           | 1995                                 |
| 229  | Jim Thompson                                 | Ici et maintenant                                                                           | Now and on Earth                                                                                       | 1995                                 |
| 230  | Samuel Fuller                                | La Grande Mêlée                                                                             | Battle Royal                                                                                           | 1995                                 |
| 231  | Robin Cook                                   | Quand se lève le brouillard rouge                                                           | Not Till the Red Fog Rises                                                                             | 1995                                 |
| 232  | Ted Lewis                                    | Jack Carter et la loi                                                                       | Jack Carter's Law                                                                                      | 1995                                 |
| 233  | Hélène Couturier                             | Fils de femme                                                                               | – | 1996                                 |
| 234  | Elmore Leonard                               | Maximum Bob                                                                                 | Maximum Bob                                                                                            | 1996                                 |
| 235  | Marc Behm                                    | Et ne cherche pas à savoir                                                                  | Seek To Know No More                                                                                   | 1996                                 |
| 236  | Jean-Jacques Busino                          | Dieu a tort                                                                                 | – | 1996                                 |
| 237  | Russell H. Greenan                           | La Nuit du jugement dernier                                                                 | Doomsnight                                                                                             | 1996                                 |
| 238  | James Lee Burke                              | Une saison pour la peur                                                                     | A Morning for Flamingos                                                                                | 1996                                 |
| 239  | Marc Villard                                 | Rouge est ma couleur                                                                        | – | 1996                                 |
| 240  | Jean-Paul Demure                             | Milac                                                                                       | – | 1996                                 |
| 241  | Robin Cook                                   | Le Mort à vif                                                                               | Dead Man Upright                                                                                       | 1996                                 |
| 242  | Pierre Siniac                                | Démago Story                                                                                | – | 1996                                 |
| 243  | George V. Higgins                            | Le Rat en flammes                                                                           | The Rat on Fire                                                                                        | 1996                                 |
| 244  | Tony Hillerman                               | Les Clowns sacrés                                                                           | Sacred Clowns                                                                                          | 1996                                 |
| 245  | Michel Lebrun                                | Le Géant                                                                                    | – | 1996                                 |
| 246  | Jean-Hugues Oppel                            | Six-Pack                                                                                    | – | 1996                                 |
| 247  | Liam O'Flaherty                              | L'Assassin                                                                                  | The Assassin                                                                                           | 1996                                 |
| 248  | Pieke Biermann                               | Battements de cœur                                                                          | Herzrasen                                                                                              | 1996                                 |
| 249  | Wessel Ebersohn                              | Le Cercle fermé                                                                             | Closed Circle                                                                                          | 1996                                 |
| 250  | Marc Menonville                              | Walkyrie vendredi                                                                           | – | 1996                                 |
| 251  | George Chesbro                               | Les Cantiques de l'archange                                                                 | Two Songs This Archangel Sings                                                                         | 1996                                 |
| 252  | George Chesbro                               | Les Bêtes du Walhalla                                                                       | The Beasts of Valhalla                                                                                 | 1996                                 |
| 253  | Barry Gifford                                | Rude journée pour l'homme-léopard                                                           | Bad Day for the Leopard Man                                                                            | 1996                                 |
| 254  | James Grady                                  | Tonnerre                                                                                    | Thunder                                                                                                | 1996                                 |
| 255  | Pascal Dessaint                              | Bouche d'ombre                                                                              | – | 1996                                 |
| 256  | Pierre Siniac                                | Le Tourbillon                                                                               | – | 1996                                 |
| 257  | Richard Stratton                             | L'Idole des camés                                                                           | Smack Goddess                                                                                          | 1996                                 |
| 258  | Ted Lewis                                    | Plender                                                                                     | Plender                                                                                                | 1996                                 |
| 259  | Les Standiford                               | Johnny Deal                                                                                 | Done Deal                                                                                              | 1997                                 |
| 260  | Robin Cook                                   | Bombe surprise                                                                              | Bombe Surprise                                                                                         | 1997                                 |
| 261  | John Harvey                                  | Off Minor                                                                                   | Off Minor                                                                                              | 1997                                 |
| 262  | Russell H. Greenan                           | Un cœur en or massif                                                                        | Heart of Gold                                                                                          | 1997                                 |
| 263  | Michel Quint                                 | Le Bélier noir                                                                              | – | 1997                                 |
| 264  | Kinky Friedman                               | Elvis, Jésus et Coca-cola                                                                   | Elvis, Jesus & Coca-Cola                                                                               | 1997                                 |
| 265  | Abigail Padgett                              | Le Visage de paille                                                                         | Strawgirl                                                                                              | 1997                                 |
| 266  | Donald E. Westlake                           | Aztèques dansants                                                                           | Dancing Aztecs                                                                                         | 1997                                 |
| 267  | Michael Collins                              | Rosa la Rouge                                                                               | Red Rosa                                                                                               | 1997                                 |
| 268  | Paco Ignacio Taibo II                        | Pas de fin heureuse                                                                         | No habrá final feliz                                                                                   | 1997                                 |
| 269  | Daniel Chavarría                             | Adiós muchachos                                                                             | Adiós muchachos                                                                                        | 1997                                 |
| 270  | Hugues Pagan                                 | Last Affair                                                                                 | – | 1997                                 |
| 271  | Tobie Nathan                                 | Dieu-Dope                                                                                   | – | 1997                                 |
| 272  | James Lee Burke                              | Le Bagnard                                                                                  | The Convict                                                                                            | 1997                                 |
| 273  | Jim Nisbet                                   | Sous le signe du rasoir                                                                     | You Stiffed me !                                                                                       | 1997                                 |
| 274  | Pierre Siniac                                | Femmes blafardes                                                                            | – | 1997                                 |
| 275  | Marc Behm                                    | Crabe                                                                                       | Crabs                                                                                                  | 1997                                 |
| 276  | Ross Thomas                                  | Crépuscule chez Mac                                                                         | Twilight at Mac's Place                                                                                | 1997                                 |
| 277  | Donald E. Westlake                           | Kahawa                                                                                      | Kahawa                                                                                                 | 1997                                 |
| 278  | Jean-Jacques Busino                          | Le Bal des capons                                                                           | – | 1997                                 |
| 279  | Marc Menonville                              | Dies irae en rouge                                                                          | – | 1997                                 |
| 280  | Pascal Dessaint                              | À trop courber l'échine                                                                     | – | 1997                                 |
| 281  | William Bayer                                | Labyrinthe de miroirs                                                                       | Mirror Maze                                                                                            | 1997                                 |
| 282  | James Ellroy                                 | American Tabloid                                                                            | American Tabloid                                                                                       | 1997                                 |
| 283  | Marc Villard                                 | Cœur sombre                                                                                 | – | 1997                                 |
| 284  | Marc Villard                                 | Du béton dans la tête                                                                       | – | 1997                                 |
| 285  | Jean-Hugues Oppel                            | Ténèbre                                                                                     | – | 1998                                 |
| 286  | Janwillem van de Wetering                    | Retour au Maine                                                                             | The Maine Massacre part 2: The Twilight Zone                                                           | 1998                                 |
| 287  | George V. Higgins                            | Paris risqués                                                                               | The Digger's Game                                                                                      | 1998                                 |
| 288  | Andrea G. Pinketts                           | Le Sens de la formule                                                                       | Il Senso della frase                                                                                   | 1998                                 |
| 289  | Jean-Paul Demure                             | Fin de chasse                                                                               | – | 1998                                 |
| 290  | Bob Leuci                                    | Odessa Beach                                                                                | Odessa Beach                                                                                           | 1998                                 |
| 291  | George Chesbro                               | L'Odeur froide de la pierre sacrée                                                          | The Cold Smell of the Sacred Stone                                                                     | 1998                                 |
| 292  | Tony Hillerman                               | Moon                                                                                        | Finding Moon                                                                                           | 1998                                 |
| 293  | James Lee Burke                              | Une tache sur l'éternité                                                                    | A Stained White Radiance                                                                               | 1998                                 |
| 294  | Elmore Leonard                               | Punch créole                                                                                | Rum Punch                                                                                              | 1998                                 |
| 295  | Hugues Pagan                                 | L'Eau du bocal                                                                              | – | 1998                                 |
| 296  | Daniel Woodrell                              | Faites-nous la bise                                                                         | Give us a Kiss: A Country Noir                                                                         | 1998                                 |
| 297  | Paco Ignacio Taibo II                        | Même ville sous la pluie                                                                    | Regeso a la misma ciudad y bajo la lluvia                                                              | 1998                                 |
| 298  | Paco Ignacio Taibo II                        | La Bicyclette de Léonard                                                                    | La Bicicleta de Leonardo                                                                               | 1998                                 |
| 299  | John Harvey                                  | Les Années perdues                                                                          | Wasted Years                                                                                           | 1998                                 |
| 300  | Jim Thompson                                 | Avant l'orage                                                                               | Heed the Thunder                                                                                       | 1998                                 |
| 301  | William Kotzwinkle                           | Le Jeu des trente                                                                           | The Game of Thirty                                                                                     | 1998                                 |
| 302  | Daniel Chavarría                             | Un thé en Amazonie                                                                          | Allá ellos                                                                                             | 1998                                 |
| 303  | Pierre Siniac                                | L'Orchestre d'acier                                                                         | – | 1998                                 |
| 304  | Vicki Hendricks                              | Miami Purity                                                                                | Miami Purity                                                                                           | 1998                                 |
| 305  | Roger Simon                                  | La Côte perdue                                                                              | The Lost Coast                                                                                         | 1998                                 |
| 306  | Bruce Benderson                              | Toxico                                                                                      | User                                                                                                   | 1998                                 |
| 307  | Daniel Brajkovic                             | Chiens féroces                                                                              | – | 1998                                 |
| 308  | Wolfgang Brenner                             | Welcome Ossi !                                                                              | Welcome Ossi !                                                                                         | 1998                                 |
| 309  | Donald E. Westlake                           | Faites-moi confiance                                                                        | Trust Me on This                                                                                       | 1998                                 |
| 310  | Bill James                                   | Retour après la nuit                                                                        | Roses, Roses                                                                                           | 1998                                 |
| 311  | Jean-Jacques Busino                          | La Dette du diable                                                                          | – | 1998                                 |
| 312  | Pascal Dessaint                              | Du bruit sous le silence                                                                    | – | 1998                                 |
| 313  | Janwillem van de Wetering                    | Le Papou d'Amsterdam                                                                        | Outsider in Amsterdam                                                                                  | 1999                                 |
| 314  | James Lee Burke                              | Dans la brume électrique avec les morts confédérés                                          | In the Electric Mist with Confederate Dead                                                             | 1999                                 |
| 315  | Louis Sanders                                | Février                                                                                     | – | 1999                                 |
| 316  | Christian Lehmann                            | Un monde sans crime                                                                         | – | 1999                                 |
| 317  | Ross Thomas                                  | Traîtrise !                                                                                 | Ah, Treachery !                                                                                        | 1999                                 |
| 318  | Ross Thomas                                  | Voodoo, Ltd.                                                                                | Voodoo, Ltd.                                                                                           | 1999                                 |
| 319  | James Ellroy                                 | Ma part d'ombre                                                                             | My Dark Places: An L.A. Crime Memoir                                                                   | 1999                                 |
| 320  | Yves Buin                                    | Kapitza                                                                                     | – | 1999                                 |
| 321  | Claude Amoz                                  | L'Ancien Crime                                                                              | – | 1999                                 |
| 322  | Daniel Chavarría Justo Vasco                 | Boomerang                                                                                   | Contracandela                                                                                          | 1999                                 |
| 323  | Jean-Claude Derey                            | Black Cendrillon                                                                            | – | 1999                                 |
| 324  | Jean-Patrick Manchette                       | La Princesse du sang                                                                        | – | 1999                                 |
| 325  | Pierre Siniac                                | Luj Inferman' et La Cloducque                                                               | – | 1999                                 |
| 326  | Stéphanie Benson                             | Un meurtre de corbeaux                                                                      | – | 1999                                 |
| 327  | Marc Behm                                    | Tout un roman !                                                                             | Dime Novel                                                                                             | 1999                                 |
| 328  | Les Standiford                               | Johnny Deal dans la tourmente                                                               | Raw Deal                                                                                               | 1999                                 |
| 329  | André Allemand                               | Au cœur de l'île rouge                                                                      | – | 1999                                 |
| 330  | Dominique Manotti                            | À nos chevaux !                                                                             | – | 1999                                 |
| 331  | Janwillem van de Wetering                    | Maria de Curaçao                                                                            | Tumbleweed                                                                                             | 1999                                 |
| 332  | William Kotzwinkle                           | Book of Love                                                                                | Book of Love                                                                                           | 1999                                 |
| 333  | Marc Villard                                 | Made in Taïwan                                                                              | – | 1999                                 |
| 334  | Abigail Padgett                              | Oiseau de lune                                                                              | Moonbird Boy                                                                                           | 1999                                 |
| 335  | Budd Schulberg                               | Sur les quais                                                                               | On the Waterfront                                                                                      | 1999                                 |
| 336  | George Chesbro                               | Le Second Cavalier de l'Apocalypse                                                          | Second Horseman Out of Eden                                                                            | 1999                                 |
| 337  | John Harvey                                  | Lumière froide                                                                              | Cold Light                                                                                             | 1999                                 |
| 338  | Hugues Pagan                                 | Vaines Recherches                                                                           | – | 1999                                 |
| 339  | James Lee Burke                              | La Pluie de néon                                                                            | The Neon Rain                                                                                          | 1999                                 |
| 340  | Donald E. Westlake                           | Trop humains                                                                                | Humans                                                                                                 | 1999                                 |
| 341  | Hélène G. Couturier                          | Sarah                                                                                       | – | 1999                                 |
| 342  | Joseph Hansen                                | En haut des marches                                                                         | Living Upstairs                                                                                        | 1999                                 |
| 343  | Pierre Pelot                                 | Natural Killer                                                                              | – | 2000                                 |
| 344  | Edward Bunker                                | Les Hommes de proie                                                                         | Dog Eat Dog                                                                                            | 2000                                 |
| 345  | Les Standiford                               | Une rose pour Johnny Deal                                                                   | Deal to Die For                                                                                        | 2000                                 |
| 346  | Jean-Hugues Oppel                            | Cartago                                                                                     | – | 2000                                 |
| 347  | Donald E. Westlake                           | Histoire d'os                                                                               | Don't Ask                                                                                              | 2000                                 |
| 348  | Kinky Friedman                               | Dieu bénisse John Wayne                                                                     | God Bless John Wayne                                                                                   | 2000                                 |
| 349  | Michel Boujut                                | Souffler n'est pas jouer                                                                    | – | 2000                                 |
| 350  | Tony Hillerman                               | Un homme est tombé                                                                          | The Fallen Man                                                                                         | 2000                                 |
| 351  | Jean-Paul Demure                             | Les Jours défaits                                                                           | – | 2000                                 |
| 352  | Alicia Giménez-Bartlett                      | Rites de mort                                                                               | Ritos de muerte                                                                                        | 2000                                 |
| 353  | James Grady                                  | Steeltown                                                                                   | Steeltown                                                                                              | 2000                                 |
| 354  | Cesare Battisti                              | Dernières Cartouches                                                                        | L'Ultimo sparo                                                                                         | 2000                                 |
| 355  | Bill James                                   | Lolita Man                                                                                  | The Lolita Man                                                                                         | 2000                                 |
| 356  | Hugues Pagan                                 | Dernière station avant l'autoroute                                                          | – | 2000                                 |
| 357  | Salah Guemriche                              | L'Homme de la première phrase                                                               | – | 2000                                 |
| 358  | Jean-Jacques Busino                          | Le Théorème de l'autre                                                                      | – | 2000                                 |
| 359  | Michel Quint                                 | L'Éternité sans faute                                                                       | – | 2000                                 |
| 360  | John Harvey                                  | Preuve vivante                                                                              | Living Proof                                                                                           | 2000                                 |
| 361  | Paco Ignacio Taibo II                        | Jours de combat                                                                             | Días de combate                                                                                        | 2000                                 |
| 362  | Abdel Hafed Benotman                         | Les Forcenés                                                                                | – | 2000                                 |
| 363  | Pascal Dessaint                              | Une pieuvre dans la tête                                                                    | – | 2000                                 |
| 364  | Pierre Siniac                                | De l'horrifique chez les tarés                                                              | – | 2000                                 |
| 365  | Charles Willeford                            | Les Grands Prêtres de Californie                                                            | High Priest of California                                                                              | 2000                                 |
| 366  | Louis Sanders                                | Comme des hommes                                                                            | – | 2000                                 |
| 367  | Elmore Leonard                               | Pronto (en)                                                                                 | Pronto                                                                                                 | 2000                                 |
| 368  | George Chesbro                               | Le Langage des cannibales                                                                   | The Language of Cannibals                                                                              | 2000                                 |
| 369  | George Chesbro                               | Veil                                                                                        | Veil                                                                                                   | 2000                                 |
| 370  | Pierre Pelot                                 | Le Méchant qui danse                                                                        | – | 2000                                 |
| 371  | James Lee Burke                              | Dixie City                                                                                  | Dixie City Jam                                                                                         | 2000                                 |
| 372  | Terrill Lankford                             | Shooters                                                                                    | Shooters                                                                                               | 2000                                 |
| 373  | Yves Buin                                    | Borggi                                                                                      | – | 2000                                 |
| 374  | Robin Cook                                   | Mémoire vive                                                                                | The Hidden Files                                                                                       | 2000                                 |
| 375  | Donald E. Westlake                           | Le Couperet                                                                                 | The Ax                                                                                                 | 2000                                 |
| 376  | Jack O'Connell                               | Porno Palace                                                                                | The Skin Palace                                                                                        | 2000                                 |
| 377  | Neville Smith                                | Gumshoe                                                                                     | Gumshoe                                                                                                | 2000                                 |
| 378  | Daniel Chavarría                             | L'Œil de Cybèle                                                                             | El ojo Dindymenio                                                                                      | 2001                                 |
| 379  | Jean-Claude Derey                            | Toubab or not toubab                                                                        | – | 2001                                 |
| 380  | Dennis Lehane                                | Un dernier verre avant la guerre                                                            | A Drink Before the War                                                                                 | 2001                                 |
| 381  | Daniel Woodrell                              | La Fille aux cheveux rouge tomate                                                           | Tomato Red                                                                                             | 2001                                 |
| 382  | Pascal Dessaint                              | On y va tout droit                                                                          | – | 2001                                 |
| 383  | Dominique Manotti                            | Kop                                                                                         | – | 2001                                 |
| 384  | André Allemand                               | Un crime en Algérie                                                                         | – | 2001                                 |
| 385  | Kinky Friedman                               | N. le Maudit                                                                                | Roadkill                                                                                               | 2001                                 |
| 386  | Suso de Toro                                 | Land Rover                                                                                  | Land Rover                                                                                             | 2001                                 |
| 387  | Barry Gifford                                | La Légende de Marble Lesson                                                                 | Night People et Arise and Walk                                                                         | 2001                                 |
| 388  | James Ellroy                                 | Crimes en série                                                                             | Crime Wave                                                                                             | 2001                                 |
| 389  | Pierre Siniac                                | Bon cauchemar les petits                                                                    | – | 2001                                 |
| 390  | Stéphanie Benson                             | Le Dossier Lazare                                                                           | – | 2001                                 |
| 391  | Elmore Leonard                               | Les Chasseurs de primes                                                                     | The Bounty Hunters                                                                                     | 2001                                 |
| 392  | Charles Willeford                            | La Messe noire du frère Springer                                                            | The Black Mass of Brother Springer                                                                     | 2001                                 |
| 393  | Charles Willeford                            | L'Île flottante infestée de requins                                                         | The Shark-Infested Custard                                                                             | 2001                                 |
| 394  | Peter Corris                                 | Le Grand Plongeon                                                                           | The Big Drop and Other Cliff Hardy Stories                                                             | 2001                                 |
| 395  | Brian Thompson                               | L'Échelle des anges                                                                         | Ladder of Angels                                                                                       | 2001                                 |
| 396  | Thomas Kelly                                 | Le Ventre de New York                                                                       | Payback                                                                                                | 2001                                 |
| 397  | Michael Larsen                               | Incertitude                                                                                 | Uden sikker viden                                                                                      | 2001                                 |
| 398  | Colin Wilson                                 | Le Tueur                                                                                    | The Killer                                                                                             | 2001                                 |
| 399  | Jim Nisbet                                   | Prélude à un cri                                                                            | Prelude to a Scream                                                                                    | 2001                                 |
| 400  | Donald E. Westlake                           | Smoke                                                                                       | Smoke                                                                                                  | 2001                                 |
| 401  | Hugues Pagan                                 | Tarif de groupe                                                                             | – | 2001                                 |
| 402  | Renato Olivieri                              | L'Affaire Kodra                                                                             | Il Caso Kodra                                                                                          | 2001                                 |
| 403  | George Chesbro                               | Crying Freeman                                                                              | Crying Freeman                                                                                         | 2001                                 |
| 404  | Tony Hillerman                               | Le Premier Aigle                                                                            | The Fist Eagle                                                                                         | 2001                                 |
| 405  | John Ridley                                  | Ici commence l'enfer                                                                        | Stray Dogs                                                                                             | 2001                                 |
| 406  | Christian Lehmann                            | La Folie Kennaway                                                                           | – | 2001                                 |
| 407  | Hugh C. Rae                                  | Skinner                                                                                     | Skinner                                                                                                | 2001                                 |
| 408  | Andrea G. Pinketts                           | Le Vice de l'agneau                                                                         | Il vizio dell'agnello                                                                                  | 2001                                 |
| 409  | John Harvey                                  | Proie facile                                                                                | Easy Meat                                                                                              | 2001                                 |
| 410  | Janwillem van de Wetering                    | L'Ange au regard vide                                                                       | The Hollow-Eyed Angel                                                                                  | 2001                                 |
| 411  | George Chesbro                               | Le Chapiteau de la peur aux dents longues                                                   | The Fear in Yesterday's Rings                                                                          | 2001                                 |
| 412  | Elmore Leonard                               | Beyrouth-Miami (en)                                                                         | Riding the Rap                                                                                         | 2001                                 |
| 413  | Ed McBain                                    | Leçons de conduite                                                                          | Driving Lessons                                                                                        | 2001                                 |
| 414  | Donald E. Westlake                           | 361                                                                                         | 361 | 2001                                 |
| 415  | Richard Stark                                | Comeback                                                                                    | Comeback                                                                                               | 2001                                 |
| 416  | Piero Colaprico                              | Kriminalbar                                                                                 | Kriminalbar                                                                                            | 2001                                 |
| 417  | Wolf Haas                                    | Vienne la mort                                                                              | Komm, süßer Tod                                                                                        | 2002                                 |
| 418  | Jean-Hugues Oppel                            | Chaton : trilogie                                                                           | – | 2002                                 |
| 419  | Pierre Siniac                                | Ferdinaud Céline                                                                            | – | 2002                                 |
| 420  | James Lee Burke                              | Le Brasier de l'ange                                                                        | Burning Angel                                                                                          | 2002                                 |
| 421  | Alicia Giménez-Bartlett                      | Le Jour des chiens                                                                          | Día de perros                                                                                          | 2002                                 |
| 422  | Donald E. Westlake                           | Moi, mentir ?                                                                               | Baby, Would I Lie?                                                                                     | 2002                                 |
| 423  | Claude Amoz                                  | Bois-Brûlé                                                                                  | – | 2002                                 |
| 424  | Dennis Lehane                                | Ténèbres, prenez-moi la main                                                                | Darkness, Take my Hand                                                                                 | 2002                                 |
| 425  | Anne Perry                                   | Un plat qui se mange froid                                                                  | A Dish Taken Cold                                                                                      | 2002                                 |
| 426  | Ted Lewis                                    | Billy Rags                                                                                  | Billy Rags                                                                                             | 2002                                 |
| 427  | Michel Quint                                 | À l'encre rouge                                                                             | – | 2002                                 |
| 428  | John Wessel                                  | Le Point limite                                                                             | This Far, No Further                                                                                   | 2002                                 |
| 429  | Jean-Paul Demure                             | Noir Rivage                                                                                 | – | 2002                                 |
| 430  | Pierre Pelot                                 | Si loin de Caïn                                                                             | – | 2002                                 |
| 431  | Cornelius Lehane                             | Prends garde au buveur solitaire                                                            | Beware the Solitary Drinker                                                                            | 2002                                 |
| 432  | James Carlos Blake                           | L'Homme aux pistolets                                                                       | The Pistoleer                                                                                          | 2002                                 |
| 433  | Daniel Woodrell                              | La Mort du petit cœur                                                                       | The Death of Sweet Mister                                                                              | 2002                                 |
| 434  | Daniel Woodrell                              | Chevauchée avec le diable                                                                   | Ride with the Devil                                                                                    | 2002                                 |
| 435  | Abigail Padgett                              | Poupées brisées                                                                             | The Dollmaker's Daughters                                                                              | 2002                                 |
| 436  | Elmore Leonard                               | Loin des yeux                                                                               | Out of Sight                                                                                           | 2002                                 |
| 437  | Elmore Leonard                               | Le Zoulou de l'Ouest                                                                        | Forty Lashes Less One                                                                                  | 2002                                 |
| 438  | Paco Ignacio Taibo II                        | Rêves de frontière                                                                          | Sueños de frontera                                                                                     | 2002                                 |
| 439  | George Chesbro                               | Chant funèbre en rouge majeur                                                               | Dark Chant in a Crimson Key                                                                            | 2002                                 |
| 440  | Bill James                                   | Raid sur la ville                                                                           | You'd Better Believe It                                                                                | 2002                                 |
| 441  | Eugene Izzi                                  | Chicago en flammes                                                                          | A Matter Of Honor                                                                                      | 2002                                 |
| 442  | Tony Hillerman                               | Blaireau se cache                                                                           | Hunting Badger                                                                                         | 2002                                 |
| 443  | Renato Olivieri                              | Fichu quinze août                                                                           | Maledetto ferragosto                                                                                   | 2002                                 |
| 444  | John Williams                                | Gueule de bois                                                                              | Faithless                                                                                              | 2002                                 |
| 445  | James Grady                                  | Comme une flamme blanche                                                                    | White Flame                                                                                            | 2002                                 |
| 446  | Christian Lehmann                            | Une question de confiance                                                                   | – | 2002                                 |
| 447  | Craig Holden                                 | Les Quatre Coins de la nuit                                                                 | Four Corners of Night                                                                                  | 2002                                 |
| 448  | Andrew Coburn                                | Sans retour                                                                                 | No Way Home                                                                                            | 2002                                 |
| 449  | Louis Sanders                                | Passe-temps pour les âmes ignobles                                                          | – | 2002                                 |
| 450  | Colin Wilson                                 | L'Assassin aux deux visages                                                                 | The Janus Murder Case                                                                                  | 2002                                 |
| 451  | Stuart Kaminsky                              | Il est minuit, Charlie Chaplin                                                              | A Few Minutes Past Midnight                                                                            | 2002                                 |
| 452  | Janwillem van de Wetering                    | Mangrove Mama                                                                               | Mangrove Mama and Other Tropical Tales of Terror                                                       | 2002                                 |
| 453  | Hugues Pagan                                 | Je suis un soir d'été                                                                       | – | 2003                                 |
| 454  | Jack O'Connell                               | Et le verbe s'est fait chair                                                                | Word Made Flesh                                                                                        | 2003                                 |
| 455  | Michael Larsen                               | Le Serpent de Sydney                                                                        | Slangen i Sydney                                                                                       | 2003                                 |
| 456  | Eugene Izzi                                  | Le Criminaliste                                                                             | The Criminalist                                                                                        | 2003                                 |
| 457  | Marc Behm Paco Ignacio Taibo II              | Hurler à la lune                                                                            | – | 2003                                 |
| 458  | Alicia Giménez-Bartlett                      | Les Messagers de la nuit                                                                    | Mensajeros de la oscuridad                                                                             | 2003                                 |
| 459  | Pierre Pelot                                 | Les chiens qui traversent la nuit                                                           | – | 2003                                 |
| 460  | Jake Lamar                                   | Le Caméléon noir                                                                            | If 6 Were 9: A "Militant" Mystery                                                                      | 2003                                 |
| 461  | James Lee Burke                              | La Rose du Cimarron                                                                         | Cimarron Rose                                                                                          | 2003                                 |
| 462  | James Lee Burke                              | Cadillac Juke-Box                                                                           | Cadillac Jukebox                                                                                       | 2003                                 |
| 463  | Christian Lehmann                            | La Tribu                                                                                    | – | 2003                                 |
| 464  | Giorgio Scerbanenco                          | Le sable ne se souvient pas                                                                 | La Sabbia non ricorda                                                                                  | 2003                                 |
| 465  | Paco Ignacio Taibo II                        | Le Trésor fantôme                                                                           | La lejanía del tesoro                                                                                  | 2003                                 |
| 466  | Dennis Lehane                                | Sacré                                                                                       | Sacred                                                                                                 | 2003                                 |
| 467  | Pierre Siniac                                | Carton blême                                                                                | – | 2003                                 |
| 468  | Jay Cronley                                  | Le Casse du siècle                                                                          | Cheap Shot                                                                                             | 2003                                 |
| 469  | Jean-Claude Derey                            | L'Alpha et l'Oméga                                                                          | – | 2003                                 |
| 470  | Marc Villard                                 | Personne n'en sortira vivant                                                                | – | 2003                                 |
| 471  | Marc Villard                                 | La Guitare de Bo Diddley                                                                    | – | 2003                                 |
| 472  | Bill James                                   | Le Cortège du souvenir                                                                      | Halo Parade                                                                                            | 2003                                 |
| 473  | Richard Stark                                | Backflash                                                                                   | Backflash                                                                                              | 2003                                 |
| 474  | Elmore Leonard                               | Viva Cuba libre !                                                                           | Cuba Libre                                                                                             | 2003                                 |
| 475  | Elmore Leonard                               | La Loi à Randado                                                                            | The Law at Randado                                                                                     | 2003                                 |
| 476  | Tim Dorsey                                   | Florida Roadkill                                                                            | Florida Roadkill                                                                                       | 2003                                 |
| 477  | Collectif                                    | Terres brûlées                                                                              | – | 2003                                 |
| 478  | Nick Tosches                                 | Dino : la belle vie dans la sale industrie du rêve                                          | Dino                                                                                                   | 2003                                 |
| 479  | John Harvey                                  | Eau dormante                                                                                | Still Water                                                                                            | 2003                                 |
| 480  | George Chesbro                               | Pêche macabre en mer de sang                                                                | An Incident at Bloodtide                                                                               | 2003                                 |
| 481  | Augusto De Angelis                           | Le Mystère des trois orchidées                                                              | Il mistero delle tre orchidee                                                                          | 2003                                 |
| 482  | Thierry Marignac                             | Fuyards                                                                                     | – | 2003                                 |
| 483  | Dominique Manotti                            | Nos fantastiques années fric                                                                | – | 2003                                 |
| 484  | Ernest Lehman                                | Le Grand Chantage                                                                           | Sweet Smell of Success                                                                                 | 2003                                 |
| 485  | Bob Leuci                                    | L'Indic                                                                                     | The Snitch                                                                                             | 2003                                 |
| 486  | Elmore Leonard                               | L'Évasion de Five Shadows                                                                   | Escape from Five Shadows                                                                               | 2003                                 |
| 487  | Claude Amoz                                  | Étoiles cannibales                                                                          | – | 2003                                 |
| 488  | Jean-Patrick Manchette                       | Chroniques                                                                                  | – | 2003                                 |
| 489  | James Ellroy                                 | American Death Trip                                                                         | The Cold Six Thousand                                                                                  | 2003                                 |
| 490  | Donald E. Westlake                           | Le Contrat                                                                                  | The Hook                                                                                               | 2003                                 |
| 491  | James Lee Burke                              | Vers une aube radieuse                                                                      | To the Bright and Shining Sun                                                                          | 2003                                 |
| 492  | Charles Willeford                            | Combats de coqs                                                                             | Cockfighter                                                                                            | 2003                                 |
| 493  | Pascal Dessaint                              | Les Paupières de Lou                                                                        | – | 2004                                 |
| 494  | Elmore Leonard                               | Hombre                                                                                      | Hombre                                                                                                 | 2004                                 |
| 495  | Donald E. Westlake                           | Au pire, qu'est-ce qu'on risque ?                                                           | What's the Worst That Could Happen?                                                                    | 2004                                 |
| 496  | Janwillem van de Wetering                    | Le Perroquet perfide                                                                        | The Perfidious Parrot                                                                                  | 2004                                 |
| 497  | Bill Moody                                   | Sur les traces de Chet Baker                                                                | Looking for Chet Baker                                                                                 | 2004                                 |
| 498  | Gianni Pirozzi                               | Hôtel Europa                                                                                | – | 2004                                 |
| 499  | Jean-Marie Villemot                          | Ce monstre aux yeux verts                                                                   | – | 2004                                 |
| 500  | Paco Ignacio Taibo II                        | Nous revenons comme des ombres                                                              | La Lejanía del tesoro                                                                                  | 2004                                 |
| 501  | Christopher Cook                             | Voleurs                                                                                     | Robbers                                                                                                | 2004                                 |
| 502  | Michael Dibdin                               | L'Ultime Défi de Sherlock Holmes                                                            | The Last Sherlock Holmes Story                                                                         | 2004                                 |
| 503  | Peter Dickinson                              | Retour chez les vivants                                                                     | One Foot in the Grave                                                                                  | 2004                                 |
| 504  | David Cray                                   | Avocat criminel                                                                             | Bad Lawyer                                                                                             | 2004                                 |
| 505  | Collectif                                    | Petits romans noirs irlandais                                                               | – | 2004                                 |
| 506  | Tony Hillerman                               | Le Peuple des ténèbres                                                                      | People of Darkness                                                                                     | 2004                                 |
| 507  | Kinky Friedman                               | Le Chant d'amour de J. Edgar Hoover                                                         | The Love Song of J. Edgar Hoover                                                                       | 2004                                 |
| 508  | Mark Haskell Smith                           | À bras raccourci                                                                            | Moist                                                                                                  | 2004                                 |
| 509  | Wolf Haas                                    | Silentium !                                                                                 | Silentium!                                                                                             | 2004                                 |
| 510  | David Peace                                  | 1974                                                                                        | Nineteen Seventy Four                                                                                  | 2004                                 |
| 511  | John Harvey                                  | Couleur franche                                                                             | In a True Light                                                                                        | 2004                                 |
| 512  | Dorothy Salisbury Davis                      | L'Assassin affable                                                                          | A Gentle Murderer                                                                                      | 2004                                 |
| 513  | Renato Olivieri                              | Ils mourront donc                                                                           | Dunque morranno                                                                                        | 2004                                 |
| 514  | George Chesbro                               | Hémorragie dans l'œil du cyclone mental                                                     | Bleeding in the Eye of a Brainstorm                                                                    | 2004                                 |
| 515  | Dennis Lehane                                | Mystic River                                                                                | Mystic River                                                                                           | 2004                                 |
| 516  | Richard Stark                                | Le Septième                                                                                 | The Seventh                                                                                            | 2004                                 |
| 517  | Bill James                                   | Protection                                                                                  | Harpur and Iles                                                                                        | 2004                                 |
| 518  | Janwillem van de Wetering                    | Meurtre sur la digue                                                                        | The Corpse on the Dike                                                                                 | 2004                                 |
| 519  | Peter Dickinson                              | L'Oracle empoisonné                                                                         | The Poison Oracle                                                                                      | 2004                                 |
| 520  | Elmore Leonard                               | Duel à Sonora                                                                               | Gunsights                                                                                              | 2004                                 |
| 521  | Donald E. Westlake présente                  | Moisson noire (2001)                                                                        | – | 2004                                 |
| 522  | Cesare Battisti                              | Avenida Revolución                                                                          | Avenida Revolución                                                                                     | 2004                                 |
| 523  | Howard Fast                                  | Un homme brisé                                                                              | The Bridge Builder's Story                                                                             | 2004                                 |
| 524  | Tobie Nathan                                 | 613                                                                                         | – | 2004                                 |
| 525  | Doris Gercke                                 | Aubergiste, tu seras pendu                                                                  | Weinschröter, du musst hängen                                                                          | 2004                                 |
| 526  | John Harvey                                  | Now's the Time                                                                              | Now's the Time                                                                                         | 2004                                 |
| 527  | John Harvey                                  | Derniers Sacrements                                                                         | Last Rites                                                                                             | 2004                                 |
| 528  | Robert Leininger                             | Il faut tuer Suki Flood                                                                     | Killing Suki Flood                                                                                     | 2004                                 |
| 529  | Alexis Lecaye                                | Einstein et Sherlock Holmes                                                                 | – | 2004                                 |
| 530  | Jean-Hugues Oppel                            | Au saut de la louve                                                                         | – | 2004                                 |
| 531  | Hervé Le Corre                               | L'Homme aux lèvres de saphir                                                                | – | 2004                                 |
| 532  | Barbara Garlaschelli                         | Alice dans l'ombre                                                                          | Alice nell'ombre                                                                                       | 2004                                 |
| 533  | Steve Lopez                                  | Le Club des macaronis                                                                       | The Sunday Macaroni Club                                                                               | 2004                                 |
| 534  | William Bayer                                | Tarot                                                                                       | Tarot                                                                                                  | 2004                                 |
| 535  | Donald E. Westlake                           | Mauvaises Nouvelles                                                                         | Bad News                                                                                               | 2004                                 |
| 536  | Donald E. Westlake                           | La Mouche du coche                                                                          | The Busy Body                                                                                          | 2004                                 |
| 537  | Peter Dickinson                              | Quelques morts avant de mourir                                                              | Some Deaths Before Dying                                                                               | 2004                                 |
| 538  | George Chesbro                               | Loups solitaires                                                                            | Lone Wolves                                                                                            | 2004                                 |
| 539  | Janwillem van de Wetering                    | Le Cadavre japonais                                                                         | The Japanese Corpse                                                                                    | 2004                                 |
| 540  | Pascal Dessaint                              | Mourir n'est peut-être pas la pire des choses                                               | – | 2004                                 |
| 541  | Alicia Giménez-Bartlett                      | Meurtres sur papier                                                                         | Muertos de papel                                                                                       | 2004                                 |
| 542  | Elmore Leonard                               | Valdez arrive !                                                                             | Valdez are Coming                                                                                      | 2005                                 |
| 543  | Howard Fast                                  | Mémoires d'un rouge                                                                         | Being Red                                                                                              | 2005                                 |
| 544  | Cyril Hare                                   | Meurtre à l'anglaise                                                                        | An English Murder                                                                                      | 2005                                 |
| 545  | Rex Stout                                    | Le Secret de la bande élastique                                                             | The Rubber Band                                                                                        | 2005                                 |
| 546  | Josephine Tey                                | Le Plus Beau des Anges                                                                      | To Love and Be Wise                                                                                    | 2005                                 |
| 547  | Olivier Arnaud                               | L'homme qui voulait parler au monde                                                         | – | 2005                                 |
| 548  | Philip Pullman                               | Le Papillon tatoué                                                                          | The Butterfly Tattoo                                                                                   | 2005                                 |
| 549  | Edward Bunker                                | L'Éducation d'un malfrat                                                                    | Education of a Felon                                                                                   | 2005                                 |
| 550  | James Cain                                   | Au bout de l'arc-en-ciel                                                                    | Rainbow's End                                                                                          | 2005                                 |
| 551  | James Lee Burke                              | Sunset Limited                                                                              | Sunset Limited                                                                                         | 2005                                 |
| 552  | David Peace                                  | 1977                                                                                        | Nineteen Seventy Seven                                                                                 | 2005                                 |
| 553  | James Grady                                  | La Ville des ombres                                                                         | City of Shadows                                                                                        | 2005                                 |
| 554  | Donald E. Westlake                           | Jimmy the Kid                                                                               | Jimmy the Kid                                                                                          | 2005                                 |
| 555  | Jack Trolley                                 | Ballet d'ombres à Balboa                                                                    | Balboa Firefly                                                                                         | 2005                                 |
| 556  | Hake Talbot                                  | Le Bras droit du bourreau                                                                   | The Hangsman’s Handyman                                                                                | 2005                                 |
| 557  | Dennis Lehane                                | Gone, Baby, Gone                                                                            | Gone, Baby, Gone                                                                                       | 2005                                 |
| 558  | Jack O'Connell                               | Ondes de choc                                                                               | Wireless                                                                                               | 2005                                 |
| 559  | Giorgio Scerbanenco                          | Les Amants du bord de la mer                                                                | Al mare con la ragazza                                                                                 | 2005                                 |
| 560  | Davide Ferrario                              | Black Magic                                                                                 | Dissolvenza al nero                                                                                    | 2005                                 |
| 561  | Daniel Chavarría                             | Le Rouge sur la plume du perroquet                                                          | El rojo en la pluma del loro                                                                           | 2005                                 |
| 562  | Paco Ignacio Taibo II                        | D'amour et de fantômes                                                                      | Amorosos fantasmas                                                                                     | 2005                                 |
| 563  | Paco Ignacio Taibo II                        | Adiós Madrid                                                                                | Adiós Madrid                                                                                           | 2005                                 |
| 564  | Andrea G. Pinketts                           | La Madone assassine                                                                         | Il conto dell'ultima cena                                                                              | 2005                                 |
| 565  | George Chesbro                               | Le Rêve d'un aigle foudroyé                                                                 | Dream of a Falling Eagle                                                                               | 2005                                 |
| 566  | Michael Larsen                               | Le Cinquième Soleil                                                                         | Femte sol brænder                                                                                      | 2005                                 |
| 567  | Tim Dorsey                                   | Hammerhead Ranch Motel                                                                      | Hammerhead Ranch Motel                                                                                 | 2005                                 |
| 568  | Jean-Paul Demure                             | Razzia sur la paroisse                                                                      | – | 2005                                 |
| 569  | James Carlos Blake                           | Les Amis de Pancho Villa                                                                    | The Friends of Pancho Villa                                                                            | 2005                                 |
| 570  | John Harvey présente                         | Bleu noir                                                                                   | Blue Lightning                                                                                         | 2005                                 |
| 571  | Elmore Leonard                               | Be Cool !                                                                                   | Be Cool                                                                                                | 2005                                 |
| 572  | Marc Villard                                 | Ping Pong                                                                                   | – | 2005                                 |
| 573  | James Lee Burke                              | Heartwood                                                                                   | Heartwood                                                                                              | 2005                                 |
| 574  | Robin Cook                                   | Quelque chose de pourri au royaume d'Angleterre                                             | A State of Denmark                                                                                     | 2005                                 |
| 575  | Christian Roux                               | Les Ombres mortes                                                                           | – | 2005                                 |
| 576  | Helen Knode                                  | Terminus Hollywood                                                                          | The Ticket Out                                                                                         | 2005                                 |
| 577  | Philippe Huet                                | L'Inconnue d'Antoine                                                                        | – | 2005                                 |
| 578  | John Wessel                                  | Pretty Ballerina                                                                            | Pretty Ballerina                                                                                       | 2005                                 |
| 579  | Raúl Argemí                                  | Le Gros, le Français et la Souris                                                           | El Gordo, el Francès y el ratón Pèrez                                                                  | 2005                                 |
| 580  | Jim Nisbet                                   | Sombre Complice                                                                             | Dark Companion                                                                                         | 2005                                 |
| 581  | Lawrence Block présente                      | Moisson noire (2002)                                                                        | – | 2005                                 |
| 582  | Richard Stark                                | Flashfire                                                                                   | Flashfire                                                                                              | 2005                                 |
| 583  | Bill James                                   | Franc-jeu                                                                                   | Come Clean                                                                                             | 2005                                 |
| 584  | Jason Starr                                  | Mauvais Karma                                                                               | Hard Feelings                                                                                          | 2005                                 |
| 585  | Andrew Coburn                                | Des voix dans les ténèbres                                                                  | Voices in the Dark                                                                                     | 2006                                 |
| 586  | Pierre Siniac                                | La Course du hanneton dans une ville détruite                                               | – | 2006                                 |
| 587  | Dennis Lehane                                | Shutter Island                                                                              | Shutter Island                                                                                         | 2006                                 |
| 588  | Elmore Leonard                               | Retour à Saber River                                                                        | Last Stand at Saber River                                                                              | 2006                                 |
| 589  | Rob Reuland                                  | Point mort                                                                                  | Hollowpoint                                                                                            | 2006                                 |
| 590  | Thierry Marignac                             | À quai                                                                                      | – | 2006                                 |
| 591  | Elmore Leonard                               | La Brava                                                                                    | La Brava                                                                                               | 2006                                 |
| 592  | Roger Simon                                  | Final Cut                                                                                   | Director's Cut                                                                                         | 2006                                 |
| 593  | James Lee Burke                              | Le Boogie des rêves perdus                                                                  | The Lost Get-Back Boogie                                                                               | 2006                                 |
| 594  | Fergus Hume                                  | Le Mystère du Hansom Cab                                                                    | The Mystery of a Hansom Cab                                                                            | 2006                                 |
| 595  | James Ellroy                                 | Destination morgue                                                                          | Destination: Morgue!                                                                                   | 2006                                 |
| 596  | Jean-Paul Nozière                            | Le Silence des morts                                                                        | – | 2006                                 |
| 597  | Pascal Dessaint                              | Les hommes sont courageux                                                                   | – | 2006                                 |
| 598  | Elmore Leonard                               | Killshot                                                                                    | Killshot                                                                                               | 2006                                 |
| 599  | Donald E. Westlake                           | Dégâts des eaux                                                                             | Drowned Hopes                                                                                          | 2006                                 |
| 600  | Tony Hillerman                               | Le Vent qui gémit                                                                           | The Wailing Wind                                                                                       | 2006                                 |
| 601  | Donald E. Westlake                           | Pourquoi moi ?                                                                              | Why Me?                                                                                                | 2006                                 |
| 602  | John Shannon                                 | Le Rideau orange                                                                            | The Orange Curtain                                                                                     | 2006                                 |
| 603  | David Peace                                  | 1980                                                                                        | Nineteen Eighty                                                                                        | 2006                                 |
| 604  | George Chesbro                               | Le Seigneur des glaces et de la solitude                                                    | Lord of Ice and Loneliness                                                                             | 2006                                 |
| 605  | Tony Hillerman                               | Rares furent les déceptions                                                                 | Seldom Disappointed                                                                                    | 2006                                 |
| 606  | Jean-Patrick Manchette                       | Cache ta joie !                                                                             | – | 2006                                 |
| 607  | Declan Burke                                 | Eightball Boogie                                                                            | Eightball Boogie                                                                                       | 2006                                 |
| 608  | Colin Wilson                                 | Meurtre d'une écolière                                                                      | The Schoolgirl Murder Case                                                                             | 2006                                 |
| 609  | Elmore Leonard                               | Les Fantômes de Detroit                                                                     | Freaky Deaky                                                                                           | 2006                                 |
| 610  | David Cray                                   | Little Girl Blue                                                                            | Little Girl Blue                                                                                       | 2006                                 |
| 611  | Joseph Hansen                                | Le Poids du monde                                                                           | Fadeout                                                                                                | 2006                                 |
| 612  | Dennis Lehane                                | Prières pour la pluie                                                                       | Prayers for Rain                                                                                       | 2006                                 |
| 613  | James Sallis                                 | Drive                                                                                       | Drive                                                                                                  | 2006                                 |
| 614  | Marc Boulet                                  | L'Exequatur                                                                                 | – | 2006                                 |
| 615  | Abdel Hafed Benotman                         | Les Poteaux de torture                                                                      | – | 2006                                 |
| 616  | Ronald Hugh Morrieson                        | L'Épouvantail                                                                               | The Scarecrow                                                                                          | 2006                                 |
| 617  | Hervé Jaouen                                 | Les Moulins de Yalikavak                                                                    | – | 2006                                 |
| 618  | Peter Craig                                  | Hot Plastic                                                                                 | Hot Plastic                                                                                            | 2006                                 |
| 619  | William Bayer                                | Le Rêve des chevaux brisés                                                                  | Mirror Maze                                                                                            | 2006                                 |
| 620  | Renato Olivieri                              | L'Enquête interrompue                                                                       | L'Indagine interrotta                                                                                  | 2006                                 |
| 621  | Abigail Padgett                              | Petite Tortue                                                                               | Turtle Baby                                                                                            | 2006                                 |
| 622  | Eric Ambler                                  | Au loin le danger                                                                           | Background to Danger                                                                                   | 2006                                 |
| 623  | Jean-Marie Villemot                          | Les Petits Hommes d'Abidjan                                                                 | – | 2006                                 |
| 624  | François Forestier                           | Rue des rats                                                                                | – | 2006                                 |
| 625  | Michael Connelly présente                    | Moisson noire (2004)                                                                        | – | 2006                                 |
| 626  | Charles Willeford                            | La Différence                                                                               | The Difference                                                                                         | 2006                                 |
| 627  | Davis Grubb                                  | Personne ne regarde                                                                         | Twelve Tales of Suspense and the Supernatural                                                          | 2007                                 |
| 628  | Donald E. Westlake                           | Pierre qui roule                                                                            | The Hot Rock                                                                                           | 2007                                 |
| 629  | Claude Amoz                                  | Racines amères                                                                              | – | 2007                                 |
| 630  | Nick Tosches                                 | Night Train                                                                                 | Night Train                                                                                            | 2007                                 |
| 631  | Joseph Hansen                                | À fleur de peau                                                                             | Skinflick                                                                                              | 2007                                 |
| 632  | Elmore Leonard                               | La Loi de la cité                                                                           | City Primeval                                                                                          | 2007                                 |
| 633  | Barbara Garlaschelli                         | Deux Sœurs                                                                                  | Sorelle                                                                                                | 2007                                 |
| 634  | Fredric Brown                                | La Nuit du Jabberwock                                                                       | Night of the Jabberwock                                                                                | 2007                                 |
| 635  | Joseph Bialot                                | La Ménagerie                                                                                | – | 2007                                 |
| 636  | Alicia Giménez-Bartlett                      | Des serpents au paradis                                                                     | Serpientes en el paraíso                                                                               | 2007                                 |
| 637  | James Carlos Blake                           | Crépuscule sanglant                                                                         | In the Rogue Blood                                                                                     | 2007                                 |
| 638  | James Lee Burke                              | Purple Cane Road                                                                            | Purple Cane Road                                                                                       | 2007                                 |
| 639  | Pascal Dessaint                              | Loin des humains                                                                            | – | 2007                                 |
| 640  | Raúl Argemí                                  | Les morts perdent toujours leurs chaussures                                                 | Los muertos siempre pierden los zapatos                                                                | 2007                                 |
| 641  | James Grady                                  | Les Six Jours du Condor                                                                     | The Six Days of the Condor                                                                             | 2007                                 |
| 642  | Stuart Kaminsky                              | Biscotti à Sarasotta                                                                        | Vengeance                                                                                              | 2007                                 |
| 643  | Augusto De Angelis                           | Le Banquier assassiné                                                                       | Il banchiere assassinato                                                                               | 2007                                 |
| 644  | Kinky Friedman                               | Passé imparfait                                                                             | Blast from the Past                                                                                    | 2007                                 |
| 645  | Wolf Haas                                    | Quitter Zell                                                                                | Auferstehung der Toten                                                                                 | 2007                                 |
| 646  | Dennis Lehane                                | Coronado                                                                                    | Coronado                                                                                               | 2007                                 |
| 647  | Jerry Stahl                                  | À poil en civil                                                                             | Plainclothes Naked                                                                                     | 2007                                 |
| 648  | Robert B. Parker                             | Une ombre qui passe                                                                         | Retribution                                                                                            | 2007                                 |
| 649  | Eric Van Lustbader                           | Tableau de famille                                                                          | Art Kills                                                                                              | 2007                                 |
| 650  | Donald E. Westlake                           | Adios Schéhérazade                                                                          | Adios Sheherazade                                                                                      | 2007                                 |
| 651  | Tony Hillerman                               | Le Cochon sinistre                                                                          | The Sinister Pig                                                                                       | 2007                                 |
| 652  | John Harvey                                  | De chair et de sang                                                                         | Flesh and Blood                                                                                        | 2007                                 |
| 653  | Martina Wachendorff                          | L'Impossible Enfant                                                                         | – | 2007                                 |
| 654  | Giorgio Scerbanenco                          | Mort sur la lagune                                                                          | Né sempre né mai                                                                                       | 2007                                 |
| 655  | Bill James                                   | Sans états d'âme                                                                            | Take                                                                                                   | 2007                                 |
| 656  | Cornelius Lehane                             | Qui sème le vent…                                                                           | What Goes Around Comes Around                                                                          | 2007                                 |
| 657  | Marc Ruscart                                 | L'homme qui a vu l'homme qui a vu l'ours                                                    | – | 2007                                 |
| 658  | Gianrico Carofiglio                          | Témoin involontaire                                                                         | Testimone inconsapevole                                                                                | 2007                                 |
| 659  | William Bayer                                | Pèlerin                                                                                     | Peregrine                                                                                              | 2007                                 |
| 660  | Jean-Paul Nozière                            | Je vais tuer mon papa                                                                       | – | 2007                                 |
| 661  | Eric Ambler                                  | Je ne suis pas un héros                                                                     | Cause for Alarm                                                                                        | 2007                                 |
| 662  | Collectif                                    | Polar Spécial James Ellroy                                                                  | – | 2007                                 |
| 663  | Horatio Winslow Leslie Quirk                 | Le Spectre de Salem                                                                         | The Spectrum of Salem                                                                                  | 2007                                 |
| 664  | Collectif                                    | Sherlock Holmes dans tous ses états                                                         | – | 2007                                 |
| 665  | Piero Colaprico                              | La Dent du narval                                                                           | Per un bacio mai dato                                                                                  | 2007                                 |
| 666  | Donald E. Westlake                           | Personne n'est parfait                                                                      | Nobody's Perfect                                                                                       | 2007                                 |
| 667  | Joe Gores                                    | Privé                                                                                       | Cases                                                                                                  | 2007                                 |
| 668  | James Ellroy présente                        | Moisson noire 2003                                                                          | – | 2007                                 |
| 669  | Marc Villard                                 | Entrée du diable dans Barbèsville                                                           | – | 2007                                 |
| 670  | Colin Wilson                                 | Le Doute nécessaire                                                                         | Necessary Doubt                                                                                        | 2007                                 |
| 671  | Valerio Evangelisti                          | Anthracite                                                                                  | Antracite                                                                                              | 2007                                 |
| 672  | David Peace                                  | 1983                                                                                        | Nineteen Eighty Three                                                                                  | 2007                                 |
| 673  | Marc Villard Jean-Bernard Pouy               | Tohu Bohu                                                                                   | – | 2007                                 |
| 674  | Elmore Leonard                               | Bandits                                                                                     | Bandits                                                                                                | 2007                                 |
| 675  | Elmore Leonard                               | Médecine apache                                                                             | The Complete Western Stories of Elmore Leonard, vol. 1                                                 | 2008                                 |
| 676  | Abdel Hafed Benotman                         | Marche de nuit sans lune                                                                    | – | 2008                                 |
| 677  | Ed McBain                                    | Le Paradis des ratés                                                                        | The Last Best Hope                                                                                     | 2008                                 |
| 678  | Michel Boujut                                | La Vie de Marie-Thérèse qui bifurqua quand sa passion pour le jazz prit une forme excessive | – | 2008                                 |
| 679  | Tony Hillerman                               | L'Homme squelette                                                                           | The Skeleton Man                                                                                       | 2008                                 |
| 680  | Eric Ambler                                  | Le Masque de Dimitrios                                                                      | The Mask of Dimitrios                                                                                  | 2008                                 |
| 681  | Joseph Hansen                                | Promesse non tenues                                                                         | Backtrack                                                                                              | 2008                                 |
| 682  | Jean-Paul Demure                             | La Culotte de la mort                                                                       | – | 2008                                 |
| 683  | Dominique Manotti                            | Lorraine Connection                                                                         | – | 2008                                 |
| 684  | Bill James                                   | Mal à la tête                                                                               | Tip Top                                                                                                | 2008                                 |
| 685  | Craig Holden                                 | La Rivière du chagrin                                                                       | The River Sorrow                                                                                       | 2008                                 |
| 686  | Cyril Hare                                   | Le Clarinettiste manquant                                                                   | When the Wind Blows                                                                                    | 2008                                 |
| 687  | Maj Sjöwall Per Wahlöö                       | Roseanna                                                                                    | Roseanna                                                                                               | 2008                                 |
| 688  | Maj Sjöwall Per Wahlöö                       | L'Homme qui partit en fumée                                                                 | Mannen some gick upp i rok                                                                             | 2008                                 |
| 689  | John Harvey                                  | De cendre et d'os                                                                           | Ash and Bone                                                                                           | 2008                                 |
| 690  | Ace Atkins                                   | Blues Bar                                                                                   | Dark End of the Street                                                                                 | 2008                                 |
| 691  | Cathi Unsworth                               | Au risque de se perdre                                                                      | The Not Knowing                                                                                        | 2008                                 |
| 692  | Tito Topin                                   | Photo Finish                                                                                | – | 2008                                 |
| 693  | Pierre Pelot                                 | Pauvres z'héros                                                                             | – | 2008                                 |
| 694  | Donald E. Westlake                           | Divine Providence                                                                           | God Save the Mark                                                                                      | 2008                                 |
| 695  | Elmore Leonard                               | Glitz                                                                                       | Glitz                                                                                                  | 2008                                 |
| 696  | Chuck Logan                                  | Presque veuve                                                                               | Absolute Zero                                                                                          | 2008                                 |
| 697  | Paco Ignacio Taibo II Sous-commandant Marcos | Des morts qui dérangent                                                                     | Muertos incómodos                                                                                      | 2008                                 |
| 698  | Jason Starr                                  | La Ville piège                                                                              | Twisted City                                                                                           | 2008                                 |
| 699  | Rupert Holmes                                | La Vérité du mensonge                                                                       | Where the Truth Lies                                                                                   | 2008                                 |
| 700  | Stéphane Michaka                             | La Fille de Carnegie                                                                        | – | 2008                                 |
| 701  | Elmore Leonard                               | 3 heures 10 pour Yuma                                                                       | The Complete Western Stories of Elmore Leonard, vol. 2                                                 | 2008                                 |
| 702  | William Bayer                                | La Ville des couteaux                                                                       | City of Knives                                                                                         | 2008                                 |
| 703  | Fredric Brown                                | La Fille de nulle part                                                                      | The Far Cry                                                                                            | 2008                                 |
| 704  | Jean-Hugues Oppel                            | French Tabloïds                                                                             | – | 2008                                 |
| 705  | Tim Dorsey                                   | Triggerfish Twist                                                                           | Triggerfish Twist                                                                                      | 2008                                 |
| 706  | Tim Dorsey                                   | Stingray Shuffle                                                                            | Stingray Shuffle                                                                                       | 2008                                 |
| 707  | Richard Stark                                | Firebreak                                                                                   | Firebreak                                                                                              | 2008                                 |
| 708  | Bill James                                   | Club                                                                                        | Club                                                                                                   | 2008                                 |
| 709  | Donald E. Westlake                           | Les Sentiers du désastre                                                                    | The Road to Ruin                                                                                       | 2008                                 |
| 710  | Jim Nisbet                                   | Comment j'ai trouvé un boulot                                                               | The Octopus on my Head                                                                                 | 2008                                 |
| 711  | Ed McBain                                    | Alice en danger                                                                             | Alice in Jeopardy                                                                                      | 2008                                 |
| 712  | Andrew Coburn                                | La Baby-sitter                                                                              | The Babysitter                                                                                         | 2008                                 |
| 713  | Tony Hillerman                               | Le Chagrin entre les fils                                                                   | The Shape Shifter                                                                                      | 2008                                 |
| 714  | Maj Sjöwall Per Wahlöö                       | L'Homme au balcon                                                                           | Mannen pa balkongen                                                                                    | 2008                                 |
| 715  | Maj Sjöwall Per Wahlöö                       | Le Policier qui rit                                                                         | Den Skrattande Polisen                                                                                 | 2008                                 |
| 716  | Samuel Ornitz                                | Monsieur Gros-Bidon                                                                         | Haunch, Paunch and Jowl                                                                                | 2008                                 |
| 717  | Laurie Lynn Drummond                         | Tout ce que vous direz pourra être retenu contre vous                                       | Anything you say can and will be used against you                                                      | 2008                                 |
| 718  | Tobie Nathan                                 | Serial Eater                                                                                | – | 2008                                 |
| 719  | Alicia Giménez-Bartlett                      | Un bateau plein de riz                                                                      | Un barco cargado de arroz                                                                              | 2008                                 |
| 720  | Kinky Friedman                               | Une fessée pour Watson                                                                      | Spanking Watson                                                                                        | 2008                                 |
| 721  | Eric Ambler                                  | Sale Histoire                                                                               | Dirty Story                                                                                            | 2009                                 |
| 722  | Piero Colaprico                              | Derniers coups de feu dans le Ticinese                                                      | Ultima sparo al Ticinese                                                                               | 2009                                 |
| 723  | Maj Sjöwall Per Wahlöö                       | La Voiture de pompiers disparue                                                             | Brandbilen som försvann                                                                                | 2009                                 |
| 724  | Maj Sjöwall Per Wahlöö                       | Meurtre au Savoy                                                                            | Polis, Polis, Potatismos                                                                               | 2009                                 |
| 725  | Elmore Leonard                               | Dieu reconnaîtra les siens                                                                  | Pagan Babies                                                                                           | 2009                                 |
| 726  | Elmore Leonard                               | Quand les femmes sortent pour danser                                                        | When the Women Come Out to Dance                                                                       | 2009                                 |
| 727  | Donald E. Westlake                           | Bonne Conduite                                                                              | Good Behavior                                                                                          | 2009                                 |
| 728  | Donald E. Westlake                           | Motus et bouche cousue                                                                      | Put a Lid On It                                                                                        | 2009                                 |
| 729  | Abdel Hafed Benotman                         | Éboueur sur échafaud                                                                        | – | 2009                                 |
| 730  | Claude Klotz                                 | Darakan                                                                                     | – | 2009                                 |
| 731  | Barry Gifford                                | L'Imagination du cœur                                                                       | Imagination of the Heart                                                                               | 2009                                 |
| 732  | Patrick Hamilton                             | Hangover Square                                                                             | Hangover Square                                                                                        | 2009                                 |
| 733  | Stuart Kaminsky                              | Soleil post mortem                                                                          | Retribution                                                                                            | 2009                                 |
| 734  | Mike Hodges                                  | Quand tout se fait la malle                                                                 | Watching the Wheels Come Off                                                                           | 2009                                 |
| 735  | David Peace                                  | GB 84                                                                                       | GB 84                                                                                                  | 2009                                 |
| 736  | Jo Hammett                                   | Dashiell Hammett, mon père                                                                  | Dashiell Hammett : a daughter remembers                                                                | 2009                                 |
| 737  | Tito Topin                                   | Parfois je me sens comme un enfant sans mère                                                | – | 2009                                 |
| 738  | Jason Starr                                  | Frères de Brooklyn                                                                          | Lights Out                                                                                             | 2009                                 |
| 739  | James Lee Burke                              | Jolie Blon's Bounce                                                                         | Jolie Blon's Bounce                                                                                    | 2009                                 |
| 740  | Jim Waltzer                                  | Keene en colère                                                                             | Sound of Mind                                                                                          | 2009                                 |
| 741  | David Goodis                                 | Nightfall                                                                                   | Nightfall                                                                                              | 2009                                 |
| 742  | Charles Willeford                            | La Machine du pavillon 11                                                                   | The Machine in Ward Eleven                                                                             | 2009                                 |
| 743  | James Carlos Blake                           | Un monde de voleurs                                                                         | A World of Thieves                                                                                     | 2009                                 |
| 744  | Stuart Kaminsky                              | L'Impossible monsieur Grant                                                                 | To Catch a Spy                                                                                         | 2009                                 |
| 745  | Ernesto Mallo                                | L'Aiguille dans la botte de foin                                                            | La aguja en el pajar                                                                                   | 2009                                 |
| 746  | Jean-Paul Nozière                            | Cocktail Molotov                                                                            | – | 2009                                 |
| 747  | Bill James                                   | En son absence                                                                              | In the Absence of Iles                                                                                 | 2009                                 |
| 748  | Jake Lamar                                   | Nous avions un rêve                                                                         | The Last Integrationist                                                                                | 2009                                 |
| 749  | Christian Roux                               | Kadogos                                                                                     | – | 2009                                 |
| 750  | James Ellroy                                 | Tijuana mon amour                                                                           | (contient six nouvelles inédites extraites de Hollywood Nocturnes, Crime Wave et Destination: Morgue!) | 2009                                 |
| 751  | Philippe Huet                                | L'Ivresse des falaises                                                                      | – | 2009                                 |
| 752  | Elmore Leonard                               | L'Homme au bras de fer                                                                      | The Complete Western Stories of Elmore Leonard, vol. 3                                                 | 2009                                 |
| 753  | Jim Nisbet                                   | Le Codex de Syracuse                                                                        | The Bottomfeeders                                                                                      | 2009                                 |
| 754  | Maj Sjöwall Per Wahlöö                       | L'Abominable homme de Saffle                                                                | Den Vedervardige Mannen fran Saffle                                                                    | 2009                                 |
| 755  | Maj Sjöwall Per Wahlöö                       | La Chambre close                                                                            | Det slutna rummet                                                                                      | 2009                                 |
| 756  | Gianni Pirozzi                               | Le Quartier de la fabrique                                                                  | – | 2009                                 |
| 757  | Joseph Hansen                                | Gravedigger                                                                                 | Gravedigger                                                                                            | 2009                                 |
| 758  | John Dickson Carr                            | Les Nouveaux Mystères d'Udolpho                                                             | The Hungry Goblin: A Victorian Detective Novel                                                         | 2010                                 |
| 759  | Duane Swierczynski                           | The Blonde                                                                                  | The Blonde                                                                                             | 2010                                 |
| 760  | David Goodis                                 | Ceux de la nuit                                                                             | Night Squad                                                                                            | 2010                                 |
| 761  | Eva-Marie Liffner                            | Chambre noire                                                                               | Camera                                                                                                 | 2010                                 |
| 762  | Chuck Logan                                  | Brume de chaleur                                                                            | Vapor Trail                                                                                            | 2010                                 |
| 763  | William Bayer                                | Wallflower                                                                                  | Wallflower                                                                                             | 2010                                 |
| 764  | Maj Sjöwall Per Wahlöö                       | L'Assassin de l’agent de police                                                             | Polismordaren                                                                                          | 2010                                 |
| 765  | Maj Sjöwall Per Wahlöö                       | Les Terroristes                                                                             | Terroristerna                                                                                          | 2010                                 |
| 766  | Edward Bunker                                | Stark                                                                                       | Stark                                                                                                  | 2010                                 |
| 767  | Lorent Idir                                  | Un nageur en plein ciel                                                                     | – | 2010                                 |
| 768  | Bill Moody                                   | Bird est vivant !                                                                           | Bird Lived!                                                                                            | 2010                                 |
| 769  | David Peace                                  | 44 jours                                                                                    | The Damned Utd                                                                                         | 2010                                 |
| 770  | James Lee Burke                              | Bitterroot                                                                                  | Bitterroot                                                                                             | 2010                                 |
| 771  | Eric Ambler                                  | Docteur Frigo                                                                               | Dr Frigo                                                                                               | 2010                                 |
| 772  | Rolo Diez                                    | Les 2001 Nuits                                                                              | Las dos mil y una noches                                                                               | 2010                                 |
| 773  | Thomas Kelly                                 | Rackets                                                                                     | The Rackets                                                                                            | 2010                                 |
| 774  | Valerio Evangelisti                          | Nous ne sommes rien, soyons tout !                                                          | Noi saremo tutto                                                                                       | 2010                                 |
| 775  | Gianni Pirozzi                               | Romicide                                                                                    | – | 2010                                 |
| 776  | Marc Villard                                 | Le Roi, sa femme et le petit prince                                                         | – | 2010                                 |
| 777  | John Harvey                                  | D'ombre et de lumière                                                                       | Darkness and Light                                                                                     | 2010                                 |
| 778  | John Harvey présente                         | Demain ce seront des hommes                                                                 | Men from boys                                                                                          | 2010                                 |
| 779  | Sean Doolittle                               | Savemore                                                                                    | The Cleanup : Dodd and Head                                                                            | 2010                                 |
| 780  | David Fulmer                                 | Courir après le diable                                                                      | Chasing the Devil's Tail                                                                               | 2010                                 |
| 781  | Jean-Marie Villemot                          | L'Évangile obscur                                                                           | – | 2010                                 |
| 782  | Sean Burke                                   | Au bout des docks                                                                           | Deadwater                                                                                              | 2010                                 |
| 783  | Donald E. Westlake                           | Argent facile                                                                               | Money for Nothing                                                                                      | 2010                                 |
| 784  | Donald E. Westlake                           | Mort de trouille                                                                            | The Scared Stiff                                                                                       | 2010                                 |
| 785  | Elmore Leonard                               | Paiement cash                                                                               | 52 Pick Up                                                                                             | 2010                                 |
| 786  | Elmore Leonard                               | Gold Coast                                                                                  | Gold Coast                                                                                             | 2010                                 |
| 787  | Freeman Wills Crofts                         | Le Tonneau                                                                                  | The Task                                                                                               | 2010                                 |
| 788  | Peter Corris                                 | Signé Mountain                                                                              | Deal me Out                                                                                            | 2010                                 |
| 789  | Jean Vautrin                                 | Le Roi des ordures                                                                          | – | 2010                                 |
| 790  | David Peace                                  | Tokyo année zéro                                                                            | Tokyo Year Zero                                                                                        | 2010                                 |
| 791  | Marc Villard Jean-Bernard Pouy               | Zigzag                                                                                      | – | 2010                                 |
| 792  | Raúl Argemí                                  | Patagonia Tchou-tchou                                                                       | Patagonia chu chu                                                                                      | 2010                                 |
| 793  | Cornelius Lehane                             | Les Fantômes du vieil hôtel                                                                 | Death at the Old Hotel                                                                                 | 2010                                 |
| 794  | Giorgio Scerbanenco                          | Vénus privée                                                                                | Venere privata                                                                                         | 2010                                 |
| 795  | Giorgio Scerbanenco                          | Ils nous trahiront tous                                                                     | Tradittori di tutti                                                                                    | 2010                                 |
| 796  | Giacomo Cacciatore                           | L'Homme de dos                                                                              | L'uomo di spalle                                                                                       | 2010                                 |
| 797  | Alicia Giménez-Bartlett                      | Un vide à la place du cœur                                                                  | Nido vacio                                                                                             | 2010                                 |
| 798  | Bill James                                   | À cheval sur une tombe                                                                      | Astride a Grave                                                                                        | 2010                                 |
| 799  | Jean-Paul Demure                             | Cher payé                                                                                   | – | 2010                                 |
| 800  | Dennis Lehane                                | Un pays à l'aube                                                                            | The Given Day                                                                                          | 2010                                 |
| 801  | Per Wahlöö                                   | Meurtre au 31e étage                                                                        | Mord på 31:a Våningen                                                                                  | 2010                                 |
| 802  | Per Wahlöö                                   | Arche d'acier                                                                               | Stålsprånget                                                                                           | 2010                                 |
| 803  | Daniel Woodrell                              | Un hiver de glace                                                                           | Winter's Bone                                                                                          | 2011                                 |
| 804  | Jason Starr                                  | Loser                                                                                       | Fake I.D.                                                                                              | 2011                                 |
| 805  | Russell Hill                                 | La Femme de Robbie                                                                          | Robbie's Wife                                                                                          | 2011                                 |
| 806  | Jean-Hugues Oppel                            | Barjot !                                                                                    | – | 2011                                 |
| 807  | Charles Williams                             | La Fille des marais                                                                         | River Girl ou The Catfish Tangle                                                                       | 2011                                 |
| 808  | Louis Sanders                                | La Lecture du feu                                                                           | – | 2011                                 |
| 809  | Pascal Dessaint                              | Cruelles natures                                                                            | – | 2011                                 |
| 810  | Duane Swierczynski                           | À toute allure                                                                              | The Wheelman                                                                                           | 2011                                 |
| 811  | Elmore Leonard                               | La Guerre du whisky                                                                         | The Moonshine War                                                                                      | 2011                                 |
| 812  | Elmore Leonard                               | Mr Paradise                                                                                 | Mr. Paradise                                                                                           | 2011                                 |
| 813  | Tito Topin                                   | Des rats et des hommes                                                                      | – | 2011                                 |
| 814  | Elliott Chaze                                | Noires sont les ailes de mon ange                                                           | Black Wings Has My Angel                                                                               | 2011                                 |
| 815  | Theodor Kallifatides                         | Juste un crime                                                                              | Ett enkelt brott                                                                                       | 2011                                 |
| 816  | Barouk Salamé                                | Le Testament syriaque                                                                       | – | 2011                                 |
| 817  | Timothy Williams                             | Un autre soleil                                                                             | – | 2011                                 |
| 818  | Jean-Paul Nozière                            | Dernier tour de manège                                                                      | – | 2011                                 |
| 819  | Jean Vautrin                                 | Canicule                                                                                    | – | 2011                                 |
| 820  | James Lee Burke                              | Dernier tramway pour les Champs-Élysées                                                     | Last Car to Elysian Fields                                                                             | 2011                                 |
| 821  | Joseph Bialot                                | L'Héritage de Guillemette Gâtinel                                                           | – | 2011                                 |
| 822  | Marc Ruscart                                 | Noir Désert                                                                                 | – | 2011                                 |
| 823  | Éric Halphen                                 | Maquillages                                                                                 | – | 2011                                 |
| 824  | Alexis Nolent                                | La Nuit du vigile                                                                           | – | 2011                                 |
| 825  | Hervé Le Corre                               | Derniers Retranchements                                                                     | – | 2011                                 |
| 826  | Charles Willeford                            | Je cherchais une rue                                                                        | I Was Looking for a Street                                                                             | 2011                                 |
| 827  | Richard Stark                                | Breakout                                                                                    | Breakout                                                                                               | 2011                                 |
| 828  | Donald E. Westlake                           | Comment voler une banque                                                                    | Bank Shot                                                                                              | 2011                                 |
| 829  | Donald E. Westlake                           | Voleurs à la douzaine                                                                       | Thieves' Dozen                                                                                         | 2011                                 |
| 830  | Janwillem van de Wetering                    | Le juge Ti prend son luth                                                                   | Judge Dee Plays His Lute: A Play and Selected Mystery Stories                                          | 2011                                 |
| 831  | Maurizio De Giovanni                         | L'Hiver du commissaire Ricciardi                                                            | Il senso del dolore. L'inverno del commissario Ricciardi                                               | 2011                                 |
| 832  | Tim Dorsey                                   | Cadillac Beach                                                                              | Cadillac Beach                                                                                         | 2011                                 |
| 833  | Jérémy Behm                                  | Démolitions en tous genres                                                                  | – | 2011                                 |
| 834  | Piero Colaprico                              | La Mallette de l'usurier                                                                    | La valigetta dell' usuraio                                                                             | 2011                                 |
| 835  | Francisco González Ledesma                   | La Vie de nos morts                                                                         | – | 2011                                 |
| 836  | Alfonso Mateo-Sagasta                        | Voleurs d'encre                                                                             | Ladrones de tinta                                                                                      | 2011                                 |
| 837  | Bill James                                   | Question d'éthique                                                                          | Gospel                                                                                                 | 2011                                 |
| 838  | Sean Doolittle                               | Rain Dogs                                                                                   | Rain Dogs                                                                                              | 2011                                 |
| 839  | Oakley Hall                                  | Warlock                                                                                     | Warlock                                                                                                | 2011                                 |
| 840  | James Ellroy                                 | Underworld USA                                                                              | Blood's a Rover                                                                                        | 2011                                 |
| 841  | Robert Bloch                                 | Le Crépuscule des stars                                                                     | The Star Stalker                                                                                       | 2011                                 |
| 842  | Leif G. W. Persson                           | Comme dans un rêve                                                                          | Faller fritt som i en dröm                                                                             | 2011                                 |
| 843  | Giorgio Scerbanenco                          | Les Enfants du massacre                                                                     | I ragazzi del massacro                                                                                 | 2011                                 |
| 844  | Giorgio Scerbanenco                          | Les Milanais tuent le samedi                                                                | I milanesi ammazzano al sabato                                                                         | 2011                                 |
| 845  | John Harvey                                  | Traquer les ombres                                                                          | Gone to Ground                                                                                         | 2011                                 |
| 846  | Jilali Hamham                                | MachiAdam                                                                                   | – | 2012                                 |
| 847  | Gianrico Carofiglio                          | Les Yeux fermés                                                                             | Ad occhi chiusi                                                                                        | 2012                                 |
| 848  | Donald E. Westlake                           | Innocence perdue                                                                            | Murder Among Children                                                                                  | 2012                                 |
| 849  | William Bayer                                | Punis-moi par des baisers                                                                   | Punish me with Kisses                                                                                  | 2012                                 |
| 850  | Ronald Hugh Morrieson                        | Rendez-vous avec un spectre                                                                 | Predicament                                                                                            | 2012                                 |
| 851  | Marc Boulet                                  | Contrebandiers                                                                              | – | 2012                                 |
| 852  | Jerome Charyn                                | El Bronx                                                                                    | El Bronx                                                                                               | 2012                                 |
| 853  | Rupert Holmes                                | Swing                                                                                       | The Swing                                                                                              | 2012                                 |
| 854  | Jean Vautrin                                 | Baby Boom                                                                                   | – | 2012                                 |
| 855  | David Peace                                  | Tokyo ville occupée                                                                         | Occupied City                                                                                          | 2012                                 |
| 856  | Marc Behm Jérémy Behm                        | Le Hold-up des salopettes                                                                   | – | 2012                                 |
| 857  | James Lee Burke                              | L'Emblème du croisé                                                                         | Crusader's Cross                                                                                       | 2012                                 |
| 858  | James Lee Burke                              | Jésus prend la mer                                                                          | Jesus Out of Sea                                                                                       | 2012                                 |
| 859  | Stuart Kaminsky                              | Mildred percée                                                                              | Mildred Pierced                                                                                        | 2012                                 |
| 860  | Ernesto Mallo                                | Un voyou argentin                                                                           | Delincuente argentino                                                                                  | 2012                                 |
| 861  | Cathi Unsworth                               | Le Chanteur                                                                                 | The Singer                                                                                             | 2012                                 |
| 862  | Christopher Goffard                          | Profession balance                                                                          | Snitch Jacket                                                                                          | 2012                                 |
| 863  | Gérard Lecas                                 | Le Corps de la ville endormie                                                               | – | 2012                                 |
| 864  | Max Milan                                    | Le Visage de la folle                                                                       | – | 2012                                 |
| 865  | Barouk Salamé                                | Arabian Thriller                                                                            | – | 2012                                 |
| 866  | Christian Roux                               | L'Homme à la bombe                                                                          | – | 2012                                 |
| 867  | Peter Temple                                 | Un monde sous surveillance                                                                  | In the Evil Day                                                                                        | 2012                                 |
| 868  | Per Wahlöö                                   | Le Camion                                                                                   | Lastbilen                                                                                              | 2012                                 |
| 869  | James Carlos Blake                           | Dans la peau                                                                                | Under the Skin                                                                                         | 2012                                 |
| 870  | Laurent Chalumeau                            | Bonus                                                                                       | – | 2012                                 |
| 871  | Paco Ignacio Taibo II                        | Défunts disparus                                                                            | Desvanecidos difuntos                                                                                  | 2012                                 |
| 872  | Marc Villard                                 | Un ange passe à Memphis                                                                     | – | 2012                                 |
| 873  | Dennis Lehane                                | Moonlight Mile                                                                              | Moonlight Mile                                                                                         | 2012                                 |
| 874  | Willy Uribe                                  | Le Prix de mon père                                                                         | Sé que mi padre decía                                                                                  | 2012                                 |
| 875  | Elmore Leonard                               | Tishomingo Blues                                                                            | Tishomingo Blues                                                                                       | 2012                                 |
| 876  | Jason Starr                                  | Harcelée                                                                                    | The Follower                                                                                           | 2012                                 |
| 877  | Thomas Bronnec                               | La Fille du Hanh Hoa                                                                        | – | 2012                                 |
| 878  | Hervé Le Corre                               | Les Cœurs déchiquetés                                                                       | – | 2012                                 |
| 879  | Jake Lamar                                   | Rendez-vous dans le 18e                                                                     | Rendezvous Eighteenth                                                                                  | 2012                                 |
| 880  | Shirley Jackson                              | Nous avons toujours vécu au château                                                         | We Have Always Lived in the Castle                                                                     | 2012                                 |
| 881  | Dominique Forma                              | Voyoucratie                                                                                 | – | 2012                                 |
| 882  | Michaël Mention                              | Sale temps pour le pays                                                                     | – | 2012                                 |
| 883  | Ken Bruen Reed Farrel Coleman                | Tower                                                                                       | Tower                                                                                                  | 2012                                 |
| 884  | Elmore Leonard                               | Cat Chaser                                                                                  | Cat Chaser                                                                                             | 2012                                 |
| 885  | James Ellroy                                 | La Malédiction Hilliker                                                                     | The Hilliker Curse: My Pursuit of Woman                                                                | 2012                                 |
| 886  | Jim Thompson                                 | L'Assassin qui est en moi                                                                   | The Killer Inside Me                                                                                   | 2012                                 |
| 887  | Jim Thompson                                 | L'Échappée                                                                                  | The Gateway                                                                                            | 2012                                 |
| 888  | Joseph Bialot                                | Le puits de Moïse est achevé                                                                | – | 2012                                 |
| 889  | Raymond Castells                             | Hôpital psychiatrique                                                                       | – | 2012                                 |
| 890  | Jean-Paul Nozière                            | Le Chat aux aguets                                                                          | – | 2012                                 |
| 891  | Leif G. W. Persson                           | Entre le désir de l'été et le froid de l'hiver                                              | Mellan sommarens längtan och vinterns köld                                                             | 2012                                 |
| 892  | John Harvey                                  | Cold in Hand                                                                                | Cold in Hand                                                                                           | 2012                                 |
| 893  | Craig Holden                                 | La Fille de Narcisse                                                                        | The Narcissist's Daughter                                                                              | 2012                                 |
| 894  | William Bayer                                | Hors champ                                                                                  | Blind Side                                                                                             | 2013                                 |
| 895  | James Grady                                  | Mad Dogs                                                                                    | Mad Dogs                                                                                               | 2013                                 |
| 896  | Daniel Chavarría                             | La Sixième Île                                                                              | La sexta isla                                                                                          | 2013                                 |
| 897  | Tim Dorsey                                   | Orange Crush                                                                                | Orange Crush                                                                                           | 2013                                 |
| 898  | Donald E. Westlake                           | On aime et on meurt comme ça                                                                | Kinds of Love, Kinds of Death                                                                          | 2013                                 |
| 899  | Donald E. Westlake                           | Surveille tes arrières !                                                                    | Watch Your Back                                                                                        | 2013                                 |
| 900  | Jean-Hugues Oppel                            | Vostok                                                                                      | – | 2013                                 |
| 901  | James Bradley                                | Le Résurrectionniste                                                                        | The Resurrectionnist                                                                                   | 2013                                 |
| 902  | Edward D. Hoch                               | Les Chambres closes du docteur Hawthorne                                                    | Diagnosis: Impossible                                                                                  | 2013                                 |
| 903  | Donn Pearce                                  | Luke la main froide                                                                         | Cool Hand Luke                                                                                         | 2013                                 |
| 904  | Thomas Kelly                                 | Les Bâtisseurs de l'empire                                                                  | Empire Rising                                                                                          | 2013                                 |
| 905  | Sōji Shimada                                 | Tokyo Zodiac Murders                                                                        | Senseijutsu satsujinjiken                                                                              | 2013                                 |
| 906  | Dennis Lehane présente                       | Boston noir                                                                                 | Boston noir                                                                                            | 2013                                 |
| 907  | Pascal Dessaint                              | Les Derniers Jours d'un homme                                                               | – | 2013                                 |
| 908  | Pascal Dessaint                              | Tu ne verras plus                                                                           | – | 2013                                 |
| 909  | Luca Poldelmengo                             | Le Salaire de la haine                                                                      | Odia il prossimo tuo                                                                                   | 2013                                 |
| 910  | Hubert Prolongeau                            | Méfaits divers                                                                              | – | 2013                                 |
| 911  | Bill James                                   | En de bonnes mains                                                                          | In Good Hands                                                                                          | 2013                                 |
| 912  | James Lee Burke                              | La Descente de Pégase                                                                       | Pegasus Descending                                                                                     | 2013                                 |
| 913  | James Lee Burke                              | La Nuit la plus longue                                                                      | The Tin Roof Blowdown                                                                                  | 2013                                 |
| 914  | John Harvey                                  | Le Deuil et l'Oubli                                                                         | Far Cry                                                                                                | 2013                                 |
| 915  | Whitney Terrell                              | Le Chasseur solitaire                                                                       | The Huntsman                                                                                           | 2013                                 |
| 916  | Danielle Thiéry                              | Crimes de Seine                                                                             | – | 2013                                 |
| 917  | Elmore Leonard                               | Permis de chasse                                                                            | Split images                                                                                           | 2013                                 |
| 918  | Elmore Leonard                               | Stick                                                                                       | Stick                                                                                                  | 2013                                 |
| 919  | Mark Haskell Smith                           | Delicious                                                                                   | Delicious                                                                                              | 2013                                 |
| 920  | Gianrico Carofiglio                          | Le passé est une terre étrangère                                                            | Il passato è una terra straniera                                                                       | 2013                                 |
| 921  | Jerry Stahl                                  | Moi, Fatty                                                                                  | I, Fatty                                                                                               | 2013                                 |
| 922  | Tito Topin                                   | Libyan exodus                                                                               | – | 2013                                 |
| 923  | Emily St. John Mandel                        | Dernière nuit à Montréal                                                                    | Last Night in Montreal                                                                                 | 2013                                 |
| 924  | Maurizio De Giovanni                         | Le Printemps du commissaire Ricciardi                                                       | La condanna del sangue. La primavera del commissario Ricciardi                                         | 2013                                 |
| 925  | Giorgio Scerbanenco                          | Où le soleil ne se lève jamais                                                              | Dove il sole non sorge mai                                                                             | 2013                                 |
| 926  | Jack O'Connell                               | Dans les limbes                                                                             | The Resurrectionist                                                                                    | 2013                                 |
| 927  | Richard Rayner                               | Le Vent du diable                                                                           | The Devil's Wind                                                                                       | 2013                                 |
| 928  | Stuart Neville                               | Les Fantômes de Belfast                                                                     | The Ghosts of Belfast (US) - The Twelve (UK)                                                           | 2013                                 |
| 929  | Raúl Argemí                                  | Ton avant-dernier nom de guerre                                                             | Penúltimo nombre de guerra                                                                             | 2013                                 |
| 930  | James Sallis                                 | Driven                                                                                      | Driven                                                                                                 | 2013                                 |
| 931  | Willy Uribe                                  | Nous avons aimé                                                                             | Los que amos amado                                                                                     | 2013                                 |
| 932  | Russell H. Greenan                           | L'Horreur au cœur de la nuit                                                                | Dread of Night                                                                                         | 2013                                 |
| 933  | Dave Zeltserman                              | Crimes sans importance                                                                      | Small Crimes                                                                                           | 2013                                 |
| 934  | Richard Stark                                | À bout de course !                                                                          | Nobody Runs Forever                                                                                    | 2013                                 |
| 935  | Jim Thompson                                 | Une femme d'enfer                                                                           | A Hell of a Woman                                                                                      | 2013                                 |
| 936  | Jim Thompson                                 | Un meurtre et rien d'autre                                                                  | Nothing More Than Murder                                                                               | 2013                                 |
| 937  | Christian Roux                               | Placards                                                                                    | – | 2013                                 |
| 938  | David Goodis                                 | Cassidy's Girl                                                                              | Cassidy's Girl                                                                                         | 2013                                 |
| 939  | Leif G. W. Persson                           | Autre temps, autre vie                                                                      | En annan tid, ett annat liv                                                                            | 2013                                 |
| 940  | Duane Swierczynski                           | Date limite                                                                                 | Expiration Date                                                                                        | 2014                                 |
| 941  | Dominique Forma                              | Hollywood zéro                                                                              | – | 2014                                 |
| 942  | Wessel Ebersohn                              | La Tuerie d'octobre                                                                         | The October Killings                                                                                   | 2014                                 |
| 943  | Elmore Leonard                               | Le Kid de l'Oklahoma                                                                        | The Hot Kid                                                                                            | 2014                                 |
| 944  | Luc Chomarat                                 | L'Espion qui venait du livre                                                                | – | 2014                                 |
| 945  | Alicia Giménez-Bartlett                      | Le Silence des cloîtres                                                                     | El silencio de los claustros                                                                           | 2014                                 |
| 946  | Bill James                                   | L'inspecteur est mort                                                                       | The Detective is Dead                                                                                  | 2014                                 |
| 947  | Donald E. Westlake                           | Monstre sacré                                                                               | Sacred Monster                                                                                         | 2014                                 |
| 948  | Thomas Cullinan                              | Les Proies                                                                                  | A Painted Devil                                                                                        | 2014                                 |
| 949  | Marc Villard                                 | Retour au Magenta                                                                           | – | 2014                                 |
| 950  | James Lee Burke                              | Swan Peak                                                                                   | Swan Peak                                                                                              | 2014                                 |
| 951  | Jean-Claude Derey                            | Notre voisin le diable                                                                      | – | 2014                                 |
| 952  | Cathi Unsworth                               | Bad Penny Blues                                                                             | Bad Penny Blues                                                                                        | 2014                                 |
| 953  | Andrew Coburn                                | Birthright                                                                                  | Birthright                                                                                             | 2014                                 |
| 954  | Michaël Mention                              | Adieu demain                                                                                | – | 2014                                 |
| 955  | Marc Boulet                                  | C'est arrivé en Chine                                                                       | – | 2014                                 |
| 956  | Kinky Friedman                               | La Fille à la valise                                                                        | The Mile High Club                                                                                     | 2014                                 |
| 957  | Éric Halphen                                 | La Piste du temps                                                                           | – | 2014                                 |
| 958  | Jean-Paul Demure                             | Le Chant des morts                                                                          | – | 2014                                 |
| 959  | Tito Topin                                   | Métamorphose des cendres                                                                    | – | 2014                                 |
| 960  | Dennis Lehane                                | Ils vivent la nuit                                                                          | Live by Night                                                                                          | 2014                                 |
| 961  | Maurizio De Giovanni                         | L'Été du commissaire Ricciardi                                                              | Il posto di ognuno. L'estate del commissario Ricciardi                                                 | 2014                                 |
| 962  | Elmore Leonard                               | Cinglés !                                                                                   | The Big Bounce                                                                                         | 2014                                 |
| 963  | Elmore Leonard                               | Hitler's Day                                                                                | Up in Honey's Room                                                                                     | 2014                                 |
| 964  | Mark Haskell Smith                           | Salty                                                                                       | Salty                                                                                                  | 2014                                 |
| 965  | Ernesto Mallo                                | Les hommes t'ont fait du mal                                                                | Los Hombres te han hecho mal                                                                           | 2014                                 |
| 966  | Gianni Pirozzi                               | Sara la Noire                                                                               | – | 2014                                 |
| 967  | Jerry Stahl                                  | Anesthésie générale                                                                         | Pain Killers                                                                                           | 2014                                 |
| 968  | Donald E. Westlake                           | Envoyez les couleurs                                                                        | Up Your Banners                                                                                        | 2014                                 |
| 969  | Jean-Paul Nozière                            | Trabadja                                                                                    | – | 2014                                 |
| 970  | Jean-Hugues Oppel                            | Réveillez le Président !                                                                    | – | 2014                                 |
| 971  | Donald E. Westlake                           | Mémoire morte                                                                               | Memory                                                                                                 | 2014                                 |
| 972  | James Lee Burke                              | Texas Forever                                                                               | Two for Texas ou Sabine Spring                                                                         | 2014                                 |
| 973  | Jerome Charyn                                | Citizen Sidel                                                                               | Citizen Sidel                                                                                          | 2014                                 |
| 974  | Pascal Dessaint                              | Le Bal des frelons                                                                          | – | 2014                                 |
| 975  | Anne Rambach                                 | Ravages                                                                                     | – | 2014                                 |
| 976  | Jean-Patrick Manchette                       | Chroniques cinéma                                                                           | – | 2015                                 |
| 977  | Elmore Leonard                               | Raylan                                                                                      | Raylan                                                                                                 | 2015                                 |
| 978  | Tobie Nathan                                 | Les Nuits de Patience                                                                       | – | 2015                                 |
| 979  | James Sallis                                 | Le tueur se meurt                                                                           | The Killer Is Dying                                                                                    | 2015                                 |
| 980  | Emily St. John Mandel                        | On ne joue pas avec la mort                                                                 | The Singer's Gun                                                                                       | 2015                                 |
| 981  | Luca Poldelmengo                             | L'Homme noir                                                                                | L'Uomo nero                                                                                            | 2015                                 |
| 982  | Daniel Woodrell                              | Manuel du hors-la-loi                                                                       | The Outlaw Album                                                                                       | 2015                                 |
| 983  | Hervé Le Corre                               | Après la guerre                                                                             | – | 2015                                 |
| 984  | Stuart Neville                               | Collusion                                                                                   | Collusion                                                                                              | 2015                                 |
| 985  | Oscar Caplan                                 | L'Hypothèse de Copenhague                                                                   | L'ipotesi di Copenhagen                                                                                | 2015                                 |
| 986  | James Ellroy                                 | Extorsion                                                                                   | Shakedown                                                                                              | 2015                                 |
| 987  | Asa Earl Carter                              | Josey Wales hors-la-loi                                                                     | Gone to Texas                                                                                          | 2015                                 |
| 988  | Pierre Grundmann                             | Langue de fer                                                                               | – | 2015                                 |
| 989  | Dominique Forma                              | Skeud                                                                                       | – | 2015                                 |
| 990  | Donald E. Westlake                           | La Pomme de discorde                                                                        | One Of Us Is Wrong                                                                                     | 2015                                 |
| 991  | Jim Nisbet                                   | Petit traité de la fauche                                                                   | Snitch World                                                                                           | 2016                                 |
| 992  | James Lee Burke                              | L'Arc-en-ciel de verre                                                                      | The Glass Rainbow                                                                                      | 2015                                 |
| 993  | James Carlos Blake                           | Red Grass River                                                                             | Red Grass River                                                                                        | 2015                                 |
| 994  | Danielle Thiéry                              | Le Jour de gloire                                                                           | – | 2015                                 |
| 995  | David Peace                                  | Rouge ou Mort                                                                               | Red or Dead                                                                                            | 2015                                 |
| 996  | Michaël Mention                              | ... Et justice pour tous                                                                    | – | 2015                                 |
| 997  | Maurizio De Giovanni                         | L'Automne du commissaire Ricciardi                                                          | Il giorno dei morti. L'autunno del commissario Ricciardi                                               | 2015                                 |
| 998  | Martyn Waites                                | Né sous les coups                                                                           | Born Under Punches                                                                                     | 2015                                 |
| 999  | Owen Fitzstephen                             | Le Dossier Hammett                                                                          | Hammett Unwritten                                                                                      | 2015                                 |
| 1000 | William Boyle                                | Gravesend                                                                                   | Gravesend                                                                                              | 2016                                 |
| 1001 | Joe Gores                                    | Spade & Archer                                                                              | Spade and Archer                                                                                       | 2015                                 |
| 1002 | Donald E. Westlake                           | Et vous trouvez ça drôle ?                                                                  | What's so Funny ?                                                                                      | 2015                                 |
| 1003 | John Harvey                                  | Lignes de fuite                                                                             | Good Bait                                                                                              | 2015                                 |
| 1004 | Duane Swierczynski                           | Mort à tous les étages                                                                      | Severance Package                                                                                      | 2015                                 |
| 1005 | Leif G. W. Persson                           | Linda                                                                                       | Linda - som i Lindamordet                                                                              | 2016                                 |
| 1006 | James Lee Burke                              | Creole Belle                                                                                | Creole Bell                                                                                            | 2016                                 |
| 1007 | Dennis Lehane                                | Quand vient la nuit                                                                         | The Drop                                                                                               | 2016                                 |
| 1008 | Jerome Charyn                                | Sous l’œil de Dieu                                                                          | Under the Eye of God                                                                                   | 2016                                 |
| 1009 | François Guérif                              | Du polar                                                                                    | – | 2016                                 |
| 1010 | Pascal Dessaint                              | Le chemin s'arrêtera là                                                                     | – | 2016                                 |
| 1011 | Luc Chomarat                                 | Un trou dans la toile                                                                       | – | 2016                                 |
| 1012 | Laurent Chalumeau                            | Kif                                                                                         | – | 2016                                 |
| 1013 | Jim Thompson                                 | Pottsville, 1280 habitants                                                                  | Pop. 1280                                                                                              | 2016                                 |
| 1014 | Robin Cook                                   | Un écart de conduite                                                                        | The Legacy of the Stiff Upper Lip                                                                      | 2016                                 |
| 1015 | Peter Temple                                 | Vérité                                                                                      | Truth                                                                                                  | 2016                                 |
| 1016 | Philippe Huet Elisabeth Coquart-Huet         | Les Émeutiers                                                                               | – | 2016                                 |
| 1017 | Francisco González Ledesma                   | Des morts bien pires                                                                        | Peores maneras de morir                                                                                | 2016                                 |
| 1018 | Louis Sanders                                | Auprès de l'assassin                                                                        | – | 2016                                 |
| 1019 | Mark Haskell Smith                           | Défoncé                                                                                     | Baked                                                                                                  | 2016                                 |
| 1020 | Stuart Neville                               | Ratlines                                                                                    | Ratlines                                                                                               | 2016                                 |
| 1021 | Marc Villard                                 | La Fille des abattoirs                                                                      | – | 2016                                 |
| 1022 | James Ellroy                                 | Perfidia                                                                                    | Perfidia                                                                                               | 2016                                 |
| 1023 | Emily St. John Mandel                        | Les Variations Sebastian                                                                    | The Lola Quartet                                                                                       | 2016                                 |
| 1024 | Hervé Le Corre                               | Du sable dans la bouche                                                                     | – | 2016                                 |
| 1025 | Dennis Lehane                                | Ce monde disparu                                                                            | World Gone By                                                                                          | 2016                                 |
| 1026 | Edward Bunker                                | Évasion du couloir de la mort                                                               | Death Row Breakout and Other Stories                                                                   | 2016                                 |
| 1027 | James Grady                                  | Les Derniers Jours du Condor                                                                | Last Days of the Condor                                                                                | 2016                                 |
| 1028 | Jean-Paul Nozière                            | Les Enquêtes de Slimane                                                                     | – | 2016                                 |
| 1029 | Bill James                                   | Le Big Boss                                                                                 | Top Banana                                                                                             | 2016                                 |
| 1030 | Donald E. Westlake                           | Inscrit dans les astres                                                                     | A Jade in Aries                                                                                        | 2016                                 |
| 1031 | William Kotzwinkle                           | Fata Morgana                                                                                | Fata Morgana                                                                                           | 2016                                 |
| 1032 | Shirley Jackson                              | La Maison hantée                                                                            | The Haunting of Hill House                                                                             | 2016                                 |
| 1033 | Theodor Kallifatides                         | Le Sixième Passager                                                                         | Ett enkelt brott                                                                                       | 2016                                 |
| 1034 | Stuart Neville                               | Âmes volées                                                                                 | Stolen Souls                                                                                           | 2017                                 |
| 1035 | James Lee Burke                              | Dieux de la pluie                                                                           | Rain Gods                                                                                              | 2017                                 |
| 1036 | Marli Roode                                  | Je l'ai appelée chien                                                                       | Call It Dog                                                                                            | 2017                                 |
| 1037 | Collectif                                    | Les Avatars de Sherlock Holmes - 1                                                          | – | 2017                                 |
| 1038 | Jim Thompson                                 | Une jolie poupée                                                                            | A Swell-Looking Babe                                                                                   | 2017                                 |
| 1039 | Peter Craig                                  | Blood Father                                                                                | Blood Father                                                                                           | 2017                                 |
| 1040 | James Carlos Blake                           | La Loi des Wolfe                                                                            | The Rules of Wolfe                                                                                     | 2017                                 |
| 1041 | Christian Roux                               | Adieu Lili Marleen                                                                          | – | 2017                                 |
| 1042 | John Harvey                                  | Ténèbres, ténèbres                                                                          | Darkness, Darkness                                                                                     | 2017                                 |
| 1043 | Richard Stark                                | Demandez au perroquet                                                                       | Ask the Parrot                                                                                         | 2017                                 |
| 1044 | Anne Hillerman                               | La Fille de Femme-araignée                                                                  | Spider Woman's Daughter                                                                                | 2017                                 |
| 1045 | Elmore Leonard                               | Charlie Martz et autres histoires                                                           | Charlie Martz and Other Stories                                                                        | 2017                                 |
| 1046 | Michael Simon                                | Je suis le dernier Juif debout                                                              | The Last Jew Standing                                                                                  | 2017                                 |
| 1047 | Collectif                                    | Sherlock Holmes en toutes lettres                                                           | – | 2017                                 |
| 1048 | Donald E. Westlake                           | Top réalité                                                                                 | Get Real                                                                                               | 2017                                 |
| 1049 | Anthony Shaffer                              | Absolution                                                                                  | Absolution                                                                                             | 2017                                 |
| 1050 | Andrée A. Michaud                            | Bondrée                                                                                     | – | 2017                                 |
| 1051 | Dominique Forma                              | Amor                                                                                        | – | 2017                                 |
| 1052 | Leif G. W. Persson                           | Celui qui terrasse le dragon                                                                | Den som dödar draken                                                                                   | 2017                                 |
| 1053 | James Lee Burke                              | Lumière du monde                                                                            | Light of the World                                                                                     | 2017                                 |
| 1054 | Collectif                                    | Au-delà de Sherlock Holmes                                                                  | – | 2018                                 |
| 1055 | Hervé Le Corre                               | Prendre les loups pour des chiens                                                           | – | 2018                                 |
| 1056 | Martin M. Goldsmith                          | Détour                                                                                      | Detour : An Extraordinary Tale                                                                         | 2018                                 |
| 1057 | Stuart Neville                               | Le Silence pour toujours                                                                    | The Final Silence                                                                                      | 2018                                 |
| 1058 | Jim Thompson                                 | Ville sans loi                                                                              | Wild Town                                                                                              | 2018                                 |
| 1059 | Duane Swierczynski                           | Canari                                                                                      | Canary                                                                                                 | 2018                                 |
| 1060 | Elmore Leonard                               | Rebelle en fuite et autres histoires                                                        | The Unpublished Stories of Elmore Leonard                                                              | 2018                                 |
| 1061 | Claude Amoz                                  | La Découronnée                                                                              | – | 2018                                 |
| 1062 | Hugues Pagan                                 | Profil perdu                                                                                | – | 2018                                 |
| 1063 | Anne Hillerman                               | Le Rocher avec des ailes                                                                    | Rock with Wings                                                                                        | 2018                                 |
| 1064 | James Lee Burke                              | Déposer glaive et bouclier                                                                  | Lay Down My Sword and Shield                                                                           | 2018                                 |
| 1065 | James Lee Burke                              | La Fête des fous                                                                            | Feast Day of Fools                                                                                     | 2018                                 |
| 1066 | Pascal Dessaint                              | Un homme doit mourir                                                                        | – | 2018                                 |
| 1067 | Andrée A. Michaud                            | Lazy Bird                                                                                   | - | 2018                                 |
| 1068 | Dennis Lehane                                | Après la chute                                                                              | Since We Fell                                                                                          | 2018                                 |
| 1069 | Maurizio De Giovanni                         | Le Noël du commissaire Ricciardi                                                            | Per mano mia. Il Natale del commissario Ricciardi                                                      | 2018                                 |
| 1070 | Colin O'Sullivan                             | Killarney blues                                                                             | Killarney Blues                                                                                        | 2019                                 |
| 1071 | Jim Thompson                                 | La Cabane du métayer                                                                        | Cropper's Cabin                                                                                        | 2019                                 |
| 1072 | Elmore Leonard                               | Inconnu 89                                                                                  | Unknown Man No. 89                                                                                     | 2019                                 |
| 1073 | Carole Geneix                                | La Mille et Deuxième Nuit                                                                   | - | 2019                                 |
| 1074 | Maurizio De Giovanni                         | Les Pâques du commissaire Ricciardi                                                         | Vipera. Nessuna resurrezione per il commissario Ricciardi                                              | 2019                                 |
| 1075 | Dorothy B. Hughes                            | Un homme dans la brume                                                                      | In a Lonely Place                                                                                      | 2019                                 |
| 1076 | James Lee Burke                              | La Maison du soleil levant                                                                  | House of the Rising Sun                                                                                | 2019                                 |
| 1077 | Christian Roux                               | Que la guerre est jolie                                                                     | – | 2019                                 |
| 1078 | Louis Sanders                                | Scènes de boxe                                                                              | – | 2019                                 |
| 1079 | Collectif                                    | Élémentaire mon cher Conan Doyle                                                            | – | 2019                                 |
| 1080 | Brian De Palma Susan Lehman                  | Les serpents sont-ils nécessaires                                                           | Are Snakes Necessary ?                                                                                 | 2019                                 |
| 1081 | Andrée A. Michaud                            | Rivière Tremblante                                                                          | – | 2020                                 |
| 1082 | Alan Parks                                   | Janvier noir                                                                                | Bloody January                                                                                         | 2020                                 |
| 1083 | Thomas Mullen                                | Darktown                                                                                    | Darktown                                                                                               | 2020                                 |
| 1084 | Rene Denfeld                                 | Trouver l'enfant                                                                            | The Child Finder                                                                                       | 2020                                 |
| 1085 | Hervé Le Corre                               | Dans l'ombre du brasier                                                                     | – | 2020                                 |
| 1086 | Maurizio De Giovanni                         | L'Enfer du commissaire Ricciardi                                                            | L'Inferno del commissario Ricciardi                                                                    | 2020                                 |
| 1087 | James Lee Burke                              | La Moitié du paradis                                                                        | Half of paradise                                                                                       | 2020                                 |
| 1088 | James Lee Burke                              | Robicheaux                                                                                  | Robicheaux                                                                                             | 2020                                 |
| 1089 | Adlène Meddi                                 | 1994                                                                                        | – | 2020                                 |
| 1090 | Jim Thompson                                 | Nothing man                                                                                 | The Nothing Man                                                                                        | 2021                                 |
| 1091 | Pyun Hye-young                               | Le Jardin                                                                                   | The Hole                                                                                               | 2021                                 |
| 1092 | Noëlle Renaude                               | Les Abattus                                                                                 | – | 2021                                 |
| 1093 | Alexandra Schwartzbrod                       | Les Lumières de Tel-Aviv                                                                    | – | 2021                                 |
| 1094 | Alexandra Schwartzbrod                       | Balagan                                                                                     | – | 2021                                 |
| 1095 | Alexandra Schwartzbrod                       | Adieu Jérusalem                                                                             | – | 2021                                 |
| 1096 | Benjamin Fogel                               | La Transparence selon Irina                                                                 | – | 2021                                 |
| 1097 | Thomas Mullen                                | Temps noirs                                                                                 | Lightning Men                                                                                          | 2021                                 |
| 1098 | Donald E. Westlake                           | Tous les Mayas sont bons                                                                    | High Adventure                                                                                         | 2021                                 |
| 1099 | Pascal Dessaint                              | L'Horizon qui nous manque                                                                   | – | 2021                                 |
| 1100 | James Lee Burke                              | New Iberia Blues                                                                            | The New Iberia Blues                                                                                   | 2021                                 |
| 1101 | Philippe Huet                                | Quai de l'oubli                                                                             | – | 2021                                 |
| 1102 | James Sallis                                 | Willnot                                                                                     | Willnot                                                                                                | 2022                                 |
| 1103 | Maxime Calligaro                             | Les Compromis                                                                               | – | 2022                                 |
| 1104 | John Harvey                                  | Le Corps et l'Âme                                                                           | Body & Soul                                                                                            | 2022                                 |
| 1105 | Alan Parks                                   | L'Enfant de février                                                                         | February Son                                                                                           | 2022                                 |
| 1106 | Jérôme Charyn                                | Avis de grand froid                                                                         | Winter Warning                                                                                         | 2022                                 |
| 1107 | Hervé Le Corre                               | Traverser la nuit                                                                           | – | 2022                                 |
| 1108 | Éric Halphen                                 | La Faiblesse du maillon                                                                     | – | 2022                                 |
| 1109 | Pyun Hye-young                               | La Loi des lignes                                                                           | 선의 법칙                                                                                              | 2022                                 |
| 1110 | James Ellroy                                 | La Tempête qui vient                                                                        | The Storm                                                                                              | 2022                                 |
| 1111 | Thomas Mullen                                | Minuit à Atlanta                                                                            | Midnight in Atlanta                                                                                    | 2022                                 |
| 1112 | James Sallis                                 | Sarah Jane                                                                                  | Sarah Jane                                                                                             | 2022                                 |
| 1113 | Maurizio De Giovanni                         | Des phalènes pour le commissaire Ricciardi                                                  | Anime di vetro. Falene per il commissario Ricciardi                                                    | 2022                                 |
| 1114 | J. J. Murphy                                 | L'Affaire de la belle évaporée                                                              | A Friendly Game of Murder                                                                              | 2022                                 |
| 1115 | Jordan Farmer                                | La Mort sur ses épaules                                                                     | The Poison Flood                                                                                       | 2023                                 |
| 1116 | Duane Swierczynski                           | Revolver                                                                                    | Revolver                                                                                               | 2023                                 |
| 1117 | Alan Parks                                   | Bobby Mars forever                                                                          | Bobby March will live forever                                                                          | 2023                                 |
| 1118 | Andrée A. Michaud                            | Tempêtes                                                                                    | – | 2023                                 |
| 1119 | Jakub Zulczyk                                | Éblouis par la nuit                                                                         | Ślepnąc od świateł                                                                                     | 2023                                 |
| 1120 | Jean-Pierre Perrin                           | Une guerre sans fin                                                                         | – | 2023                                 |
| 1121 | Jean-Pierre Perrin                           | Le Paradis des perdantes                                                                    | – | 2023                                 |
| 1122 | James Lee Burke                              | Une cathédrale à soi                                                                        | A Private Cathedral                                                                                    | 2023                                 |
| 1123 | Jake Lamar                                   | Viper's Dream                                                                               | Viper's Dream                                                                                          | 2023                                 |
| 1124 | Anne Hillerman                               | La Longue Marche des Navajos                                                                | The Tale Teller                                                                                        | 2023                                 |
| 1125 | Emily St. John Mandel                        | L'Hôtel de verre                                                                            | The Glass Hotel                                                                                        | 2023                                 |
| 1126 | Stephen Graham Jones                         | Un bon indien est un indien mort                                                            | The Only Good Indians                                                                                  | 2023                                 |
| 1127 |                                              |                                                                                             | |                                      |
| 1128 | Manfred Kahn                                 | Le Vestibule des lâches                                                                     | – | 2024                                 |
| 1129 | William McIlvanney Ian Rankin                | Rien que le noir                                                                            | The Dark Remains                                                                                       | 2024                                 |
| 1130 | Antonio Paolacci Paola Ronco                 | Nuages baroques                                                                             | Nuvole barocche                                                                                        | 2024                                 |
| 1131 | Andrée A. Michaud                            | Proies                                                                                      | – | 2024                                 |
| 1132 | Benjamin Fogel                               | Le Silence selon Manon                                                                      | – | 2024                                 |
| 1133 | Alan Parks                                   | Les Morts d'avril                                                                           | The April Dead                                                                                         | 2024                                 |
| 1134 | Jakub Zulczyk                                | Feedback                                                                                    | Informacja zwrotna                                                                                     | 2024                                 |
| 1135 | James Lee Burke                              | Les Jaloux                                                                                  | | 2024                                 |
| 1136 | Philippe Huet                                | Bunker                                                                                      | – | 2024                                 |
| 1137 | James Ellroy                                 | Panique générale                                                                            | | 2024                                 |
| 1138 | Stephen Graham Jones                         | Mon coeur est une tronçonneuse                                                              | My heart is a chainsaw                                                                                 | 2024                                 |
| 1139 | Jerry Stahl                                  | Thérapie de choc pour bébé mutant                                                           | | 2024                                 |
| 1140 | Benoit Marchisio                             | Tous complices !                                                                            | – | 2024                                 |
| 1141 | Noëlle Renaude                               | Une Petite société                                                                          | | 2024                                 |
| 1142 | Hugues Pagan                                 | Le Carré des indigents                                                                      | – | 2025                                 |
| 1143 | Thomas Mullen                                | La Dernière ville sur terre                                                                 | | 2025                                 |
| 1144 | Alan Parks                                   | Joli mois de mai                                                                            | May God Forgive                                                                                        | 2025                                 |
| 1145 | Simone Buchholz                              | Nuit bleue                                                                                  | Blaue Nacht                                                                                            | 2025                                 |
| 1146 | Hervé Le Corre                               | Qui après nous vivrez                                                                       | – | 2025                                 |
| 1147 | Dominic Nolan                                | Vine Street                                                                                 | | 2025                                 |
| 1148 | Maurizio De Giovanni                         | Nocturne pour le commissaire Ricciardi                                                      | | 2025                                 |
| 1149 | René Denfeld                                 | La Fille aux papillons                                                                      | | 2025                                 |
| 1150 | Carole Geneix                                | Manhattan Palace                                                                            | – | 2025                                 |
| 1151 | James Lee Burke                              | Un autre éden                                                                               | | 2025                                 |
| 1152 | Leif G. W. Persson                           | L'Enquêteur agonisant                                                                       | | 2025                                 |

Hors commerce : 
- 1998, premier trimestre. Recueil de George Chesbro intitulé La naissance de Mongo qui contient la nouvelle éponyme suivie de Candala. Non numéroté, 73 pages.
- 2010, premier trimestre. M comme Menace de David Peace, un petit volume regroupant deux nouvelles, M comme Menace (M, 2001) et L'année du cochon (Year of the Pig, 2003), complété d'un petit catalogue.